# Голубне (Рівненський район)
Голу́бне — село в Україні, у Рівненському районі Рівненської області. Населення становить 685 осіб. Колишній центр Голубненської сільської ради.

## Історія

### Археологія
Коли подивитися на археологічну карту колишнього Березнівського району, то можна зразу ж помітити, що як і більшість північних районів ця територія ще дуже слабо досліджена. Тут майже не проводилися археологічні розкопки. Вже кілька років учні місцевої школи, на полях, знаходили різні знаряддя праці найдавніших людей та приносили їх до школи. Зібрана колекція стала основою музею в історичному кабінет. Згодом у 1993 р. під керівництвом вчителя історії Н. М. Сидорчук був створений історико — пошуковий гурток «Краяни». Члени цього гуртка поставили собі за мету: проводити пошукову та дослідницьку роботу по вивченню стародавніх поселень та городища, яке знаходиться на території села Голубне, а також знарядь праці найдавніших людей, які проживали на території Голубного та його околиць. Ці знаряддя виявилися вироблені з каменю (кременю). Місце, де їх можна було знайти, виявлено 13. Це теперішні урочища та хутори Ліски, Березина, Сороківка, Гряда, Борок, Зашивші, Майдан, околиця села Голубне. На території села Голубне знайдено кремінні скребки, ножовидні пластинки, ножі, сокири, тесла, долота, наконечники для списів, стріл, проколки, відбійники, серпи та інше. Трапляються зернотертки, плити для шліфування знарядь, уламки керамічного посуду. Знайдено понад 800 знарядь та уламків посуду кераміки. Деякі з них знаходяться у шкільному музеї Голубнівської загальноосвітньої школи. На території нашого сели знайдено нуклеуси, з яких зколювали невеликі пластини, їх ще називають мікролітичні. У шкільному музеї знаходяться також уламки керамічного посуду поселень тшинецької культури (назва походить від місцевості Тшцинець біля міста Ополе-Любельське), яка в той час розвивалася на території нинішньої Польщі. Ряд дослідників вважає, що племена комарівської та тшинецької культур були нащадками племен культури шнурової кераміки і стала середовищем, у якому виникли предки слов'ян.

На території села Голубне знайдено також уламки посуду. На цьому посуді характерний орнамент, який нагадує відбитки шнура. Тому всі ці знахідки можна віднести до культури шнурової кераміки. Ще в І938 році Польський археолог Т. Сулімірський провів розкопки на поселенні геродоцько-здовбицької культури шнурової кераміки біля смт.Соснове. Найважливіші дослідження пам'яток культур шнурової кераміки на Волині. здійснив Львівський археолог І. К. Свешніков. Найбільші розкопки проводилися в селах Городок Рівненського району і с. Здовбиця Здолбунівського району. Населення, що залишило пам'ятки із шнуровою керамікою займалося скотарством та землеробством. Важливу роль в господарстві відігравало видобуток кременю та виготовлення крем'яних знарядь для власної потреби і на обмін. Мешкали люди в невеликих житлах, що складалися із наземних і заглиблених частин. Приміщення обпалювалося за допомогою вогнища на якому готували також і їжу. На таких поселеннях відкрито також і господарські ямки та залишки майстерень крем'яних відщепів. У вигляді скупчень крем'яних відщепів, заготівок знарядь, нуклеусів та відбірників. На поселеннях тшінецької культури зустрічається багато виробів з кременю, подібних до виробів культури шнурової кераміки. За те посуд тшинецької культури досить своєрідний. Перш за все горщики, так званої «тюльпанової форми», прикрашені заглибленими лініями. В колекції глиняного посуду е уламки прикрашені валиком із заглибленням. Така орнаментація посуду була характерна в добу раннього заліза. Поширення залізних виробів особливо помітне з приходом в степи на півдні України кочівників — скіфів. В лісостеповій зоні продовжувало жити місцеве населення, яке займалося переважно землеробством і скотарством. Це були давні предки слов'ян.

### Давні часи
Село Голубне є мальовничим куточком з ланцюжком кількох голубих озер. Одна з цікавих і історичних пам'яток села — залишки старого замчища на південно-східній околиці. Це площадка з насипами прямокутної форми, розмірами 110×134 м. Земляний вал його сягає висоти від 3,5 до 5 м. Вал добре зберігається з трьох сторін і лиш із заходу зруйнований, біля східної сторони в кутах укріплення помітні залишки бастіонів. В давнину на валах були дерев'яні стіни та бастіони, башти, Такі земляні вали з'явилися на цій території саме в той період, коли засновувалася Київська Русь. Було це десь у IX-Х століттях (насправді бастіонна система з'явилась в Україні у XVI ст.).
Основною формою державних утворень у східних слов'ян в IX—X ст. стали князівства територіальні, що об'єднували землі різних племен.
Центрами князівства стали міста, що виникали також у IX—X ст. в результаті розвитку ремесла та торгівлі. В містах поселялися ремісники та купці і тут же знаходився замок феодала. Міста, феодальні замки та садиби володарів були укріплені валами, частоколами і ровами. Це були так звані городи — місця огороджені оборонними спорудами. Саме від них залишилися численні городища. В Березнівському районі, такі городища відомі в селах Маринин , Більчаки, Губків, Голубне, та інші. 
На території села Голубне є височини, де знаходилися поселення найдавніших людей, якими вони в давнину огороджували свою стоянку. Нами доведено те, що із зовнішньої сторони цих височин вони були обнесені (омиті) водою для того, щоб вороги не могли напасти на їхню стоянку.
Недалеко від цього городища протікала річка Перебіг. Вона була не дуже широкою, але досить таки глибокою. В ній водилося багато риби. Значить, жителі цього городища займалися рибальством.
Отже, можна зробити такий висновок, що люди почали освоювати землі лісу і заселяли її на південній стороні села. І якщо взяти, на теперішній час, за центр стародавнє городище, то можна побачити, що на північ і на схід — менше людських поселень та освоєних земель, а на південь — найбільш заселена територія села Голубне. Це все, пов'язане з природними умовами та розвитком господарства на  території села.

### Стародавнє городище (замчище)
Замчище знаходиться в південній частині села на лівому березі річки Перебіг. Воно являє собою бастіонне укріплення прямокутної, у плані, форми. Перед ним проходив рів, у західній частині вали зруйновані. В східній частині їх сучасна висота близько 3,5 м. В східному та південному кутах збереглися бастіони, довжина їх сторін близько 15 метрів. Рів краще зберігся з південно-східної сторони. Тут його сучасна глибина 1,2-2 метри.(див. додаток 1)
План укріплення, наявність бастіонів свідчить про використання західно — європейських традицій будівництва фортець, які поширились в XVI ст..
Якщо добре задуматися над описом «давньої оселі» у польській книзі «Словник географічний Королівства Польського», Варшава, 1882 р., том 3 ст. 114—115 (див. додаток 2), то можна поставити таке запитання: про яке саме поселення йдеться в даному документі?
Отже, до вище згаданого року (1595) на території села знаходилося поселення, яке бере початок ще з давніх часів. Якщо в 1595 році ці вали були вже зруйновані, значить тут було поселення, яке бере початок ще з давніх часів, і люди тут жили набагато ранііше  (тому, що у документі сказано, що у 1595 році було 48 хат).
Значить на території села Голубне (є усі підстави це довести) існувало поселення десь у XI—XII ст., і не маленьке, а доволі таки велике із феодальним замком. На сьогоднішній день, можемо також сказати і те, що тут пізніше проживали і козаки, оскільки виходець  Олефір Голуб то з Голубного!!?. Саме ці та інші факт було досліджено за допомогою археологів обласного краєзнавчого музею міста Рівне.
У Голубному було досліджено культурний шар в південній частині  Городища (Замчище). Шурф розмірами 1,5×6 м. було закладено поблизу південного бастіону. Встановлено, що гумусний шар має товщину 0,3 метри. Нижче залягає світлий пісок.
Гумусний шар насичений різноманітними знахідками: уламками кераміки, залізними виробами, фрагментами скляного  посуду і т. д.
Керамічна продукція, яку було знайдено, була поділена на побутову та архітектурно-декоративну. До побутової належить посуд І керамічні вироби малих форм (іграшки, люльки). До архітектурно-декоративної кераміки — кахлі.
До посуду відносяться уламки горщиків, макітр, тарілок, кухлів . Здебільшого переважають горщики з білої глини однак зустрічаються також сіро глиняні (задимлені). Вони прямі, мають, ледве відхилені назовні вінця, у місці переходу від вінець до плічок вони мають різний злам, плічка округлі. Горщики прикрашались: орнаментом нанесеним фарбою на вінця та плічка.  Фарба коричневого кольору, орнамент складається з паралельних та хвилястих ліній. Уламки знайденої макітри належать посудині темно-сірого кольору (мореній), прикрашені лощінням під горизонтальним рифленням по тулубу. Вона мала розширені до верху товсті стінки і масивні, майже горизонтально відігнуті назовні вінця.
Знайдені уламки глечиків належать посудинам з білої глини і мореною. Глечики виготовлені з тієї самої глини, що і горщики. Вони простіші за формою, мають трохи відхилені на зовні вінця. Кілька фрагментів білоглиняних глеків вкриті зсередини по вінцях зеленою поливою. Такий посуд використовували тільки заможні люди..
Уламки двох тарілок виготовлені із світлої глини, мають широкі береги, потовщений край або трохи зігнутий в середину. Миска білоглиняна прикрашена коричневою поливою.
Уламок червоноглиняної миски має характерні плоскі зрізи біля дна і з внутрішньої сторони прикрашена зеленою поливою.
Уламок кухля, який найшли, як і більшість кухлів того часу, виготовлені із світлої глини. Орнамент на ньому виконано гребінням у верхній частині тулуба і рифленням біля дна та вкритий зеленою поливою. Такими кухлями користувалися заможні селяни.
Кахлі, які були знайдені на території нашого городища, зі ступінчастою рамкою, які мають рослинний орнамент чотирасної композиції  та  були вкриті зеленою поливою. Кахлі робили квадратними, невеликих розмірів з товстою лицьовою пластинкою, ними оздоблювалися печі для обігріву приміщення — грубки, печі та інше. Оздоблена кахлями піч стала невід'ємною частиною декоративного інтер'єру житла. Печі прикрашені кахлями були тільки у заможного селянства.
При розкопках на городищі були знайдені іграшки. Насамперед це іграшки-свистунці, які виготовляли із світлої глини у вигляді птаха. Прикрашалась іграшка розписом червоно-брунатної фарби.
Керамічні вироби  можна поділити на 4 групи: побутовий посуд, декоративний посуд, оздоблювальні плитки-кахлі, будівельні матеріали — черепиця, плоска цегла /пальчатка — роблена вручну, де ще досі є знаки пальців/.
До побутового посуду належали: миски, полумиски, ринки, горщики-борщівники та інше. До другої групи, крім декоративного посуду, відносилися також дитячі іграшки: баранці, півники, а також люльки та інше. Кахлі у великій кількості вироблялися українськими майстрами і використовувалися для оздоблення будинків, церков, для облицювання печей. Черепицю здебільшого виготовляли гончарі Півдня України, Поділля, Галичини і Закарпаття, а плоску цеглу для печей виготовляли багато і повсюдно.
Отже, на території села розвивалось гончарство в період давньоруського періоду. Про це свідчать різні знахідки керамічного посуду, різноманітних люльок та іграшок. На них можна побачити різноманітні узори, що відображають давньоруські  знаки та  символи  виконані відтискуванням, защипуванням та ритуванням.
З періоду Київської Русі у будівництві почали застосовувати кераміку. На півдні Полісся у XII ст. з'явилися перші муровані храми, палаци, оборонні споруди зведені з «плінфи» — плескатої цегли розміром 31х31 см (або 26х26 см.) і завтовшки б см., а дахи вкриті черепицею совковою.
Керамічні вироби наших майстрів продавалися на ринках інших країн.
У XI ст. до Польщі вивозили посуд, а також плитки та керамічні писанки вкриті кольоровими емалями та люльки, які виробляли з сірої, білої, червоної та жовтої глини.  На люльках можна було побачити різноманітний розпис.
На території стародавнього городища (замчища) було знайдено скарб. Ми маємо деякі монети із цього  скарбу. Монети із скарбу:
1. Трояк коронний (= 3 грошам) срібло. Сигізмунд І І, 1591 рік. На аверсі (лицева сторона) має зображення короля.
2. Монета виготовлена в Прибалтійських володіннях Швеції. За часів правління королеви Крістіни Августи Вази (1632—1634 р.р.), Монета називається «солід». Одна і друга монети були в обігу одночасно.
Всі форми посуду, які були  знайдені на території стародавнього городища (замчища) в селі Голубне, також описуються в роботах відомих українських дослідників Ю. П.Лащука  та Л. І.Виногродської . Посуд, таких форм, знаходили під час досліджень багатьох українських міст: Луцька, Острога, Дорогобужа, Дубно, Києва, Чернігова, Чигирина та інших. Датуються такі вироби XVI—XVII с..
Отже, можна зробити такий висновок, що городище (замчище) в селі Голубне імовірно збудоване було набагато раніше ніж у XI столітті. Про це свідчить також і характерна форма укріплень (прямокутна площадка оточена валом з бастіонами на кутах).
Десь в середині XVI ст. на території городища (замчища) знаходилася садиба власника земель в околицях села Голубне. (Можливо ця садиба і була місцем проживання родини Голубів.)

## Гетьман Оліфер Голуб— славетний представник роду нащадків села Голубне

### Олефір Голуб— реєстровий козак
23 квітня 1622 року козацька Рада на річці Русава (що на межі Київщини й Поділля), обрала  нового Гетьмана. Ним став Оліфер Остапович Голуб, прозваний козаками Стеблівцем.
Коли і де народився Оліфер Голуб невідомо (ми можемо доводити, на сьогоднішній день, що в с.Голубне, але є свідчення щодо його походження з шляхетського роду, «що звив собі гніздо» на Волині. Рід Голубів належав до старовинної руської шляхти, що вела своє коріння з боярського середовища. В XVI столітті Голуби вже числяться як землеволодільці Київського староства, які вели старожитнє життя у руській (православній) вірі.
Чому і за яких обставин Оліфер Голуб став реєстровим козаком, невідомо.
Можна припустити, що Оліфер Остапович був з молодшої гілки свого роду, і за своїм соціально-економічним становищем був збіднілим шляхтичем. Чимало таких шляхтичів влилося до лав козацтва у другій половині XVI ст.
Якщо брати історію с. Голубне, то також можна сказати про те, що Оліфер Голуб (виходець із с. Голубне) також був значною особою в козацькі часи.
З історії можна побачити те, що одна з найперших звісток про Оліфера Голуба дійшла до нас із заповіту Гетьмана Петра Конашевича Сагайдачного (від 5 квітня 1622 р.).
Гетьман Сагайдачний перед своєю смертю призначає опікунами свого майна («шафарами й вірними депозитарами») митрополита Іова Борецького і Оліфера Голуба, визначивши останнього як свого наступника на гетьманстві.
Такі відомості дають підстави нам стверджувати, що Оліфер Голуб був довіреною особою Сагайдачного, а вказівки про наступництво Голуба на гетьманстві, наводять на роздуми і про наміри козацької еліти зробити гетьманську владу спадковою.
Тим часом, польський уряд дізнавшись про смерть Сагайдачного, побоювався, що гетьманська булава дістанеться представнику радикально налаштованої частини козацтва. «Бог їх знає, кого вони оберуть собі за гетьмана, думається, що і зараз по своїх звичках найбільш свавільного» — писав князь Юрій Збаразький до короля.

### Олефір Голуб— гетьман
Невдовзі, після смерті Сагайдачного (10 квітня 1622 р.), через тринадцять днів на річці Русаві була зібрана козацька Рада, яка не чекаючи приїзду польських комісарів з королівськими настановами, обрала собі за Гетьмана Оліфера Остаповича Голуба.
З цього приводу король писав: «Перемогла, як наочно бачимо, сильна чернь, не примирившись ані з волею нашою, ані з намірами Речі Посполитої.»
Польська реакція була цілком правомірна, адже наростаюча потуга козаків викликала неабияке занепокоєння верхівки Речі Посполитої. Козацький Гетьман на той час, під своєю булавою тримав усе північне Подніпров'я і був підтриманий міщанством, статечним козацтвом і православною шляхтою. До того ж, як писав князь Ю.Збаразький до короля, козацтво «явно і тайно підтримує майже уся Київська земля і Біла Русь».
Одначе в політиці Голуб виявився послідовником Сагайдачного, тобто не шукав прямого конфлікту з Польщею, усвідомлюючи неготовність козацтва до повстання.
За своє недовгочасне гетьманування (1622—1623 р.) Оліфер Голуб виявив себе як блискучий морський стратег.
Двічі козацька флотилія ходила походом проти Туреччини і доходила до Царгорода.  " В польських колах ходила чутка про похід з участю 15 тис. козаків під Білгород, що, у свою чергу, ще більше лякало турків: Чутка про чотири чайки на Чорному морі «лякає турків більше, ніж чумаків», зауважував французький посол у Стамбулі.
Але попри всі намагання не допустити конфлікту з Польщею, Оліфер Голуб вирішив стати в опозицію до королівської влади з огляду на посилення релігійних утисків у Речі Посполитій.
Ареною міжконфесійного протистояння став сейм 1623 р. у Варшаві. Гетьман Оліфер Голуб, як людина консервативних міркувань, беручи приклад з свого батька, який ще на сеймі 1576 року у подібній ситуації відстоював православну віру у Валахії, ставить свою гетьманську булаву «на кон» і з властивою йому енергією занурюється у справи Сейму, відстоюючи православну віру.
Перед початком сейму відбулася козацька рада під Києвом, на якій було вирішено добиватись скасування унії чи, принаймні, зложення санів з уніатських владик, повернення церковних земель і відібраних уніатами церков православній митрополії. Було також прийнято рішення добиватися козацьких привілеїв, які були обіцяні ще у 1621 році під час Хотинської битви. Завдячуючи зусиллям Оліфера Голуба було прийнято під охорону православних владик в Києві — "під крилами христолюбивого воїнства черкаських молодців. В цей же час в Києві відбувся і церковний Собор, активну участь в якому брав молодий Петро Могила.
Знову ж таки за ініціативою Голуба на Варшавський сейм було надіслано козацьке посольство, яке заявило королю Жигмонту і сенату, «що якщо не будуть сповнені їх жадання, то вони счинять повстаннє». На адресу сейму надійшли листи київського біскупа, який повідомляв, що нібито козаки «100 полковників вибрали і 100 тисяч козаків вписали до війська — число страшне для держави». Разом із козаками підтримати позиції православної шляхти на сеймі прибули митрополит Іов Борецький та архієпископ Мелетій Смотрицький. Після багатоденних дебатів, не дивлячись на всі зусилля православних ораторів, сейм ухвалив: в релігійній справі тимчасово проголосити спокій, козаки повинні демобілізуватись, а питання про унію перенести до наступного сейму. Але на наступних сеймах (1624 і 1625 року) ці питання вже не розглядались. Оліфер Голуб був змушений зректися гетьманської булави.
Його наступником став Михайло Дорошенко (дід Петра Дорошенка), але і його намагання примирити Польщу з козаками ні до чого не привели.
У 1624 році король заборонив козакам виходити в море. Напруження ще більше зросло внаслідок посилення утисків православ'я: «всі змовилися були зовсім винищити православний рід», перебільшено зазначав про той час Іов Борецький.
Восени 1624 року князь Ю. Збаразький писав королю, що «військо козацьке все страшенно хвилюється…, хочуть іти на волость, кажуть, що мають утиски в вірі; хочуть Дорошенка скинути, а Оліфера знов мати гетьманом».
Відомості князя Збаразького про бажання вдруге обрати гетьманом Оліфера може свідчити про неабияку популярність Голуба, як захисника православної  віри.
Протягом 1624—1625 років змінилось чотири гетьмани (окрім Дорошенка -Каленик Андрієвич, Пирський, Грицько Савич — Чорний, Марко Жмайло).
Однак в момент назрівання козацького повстання 1625 року всі вищевказані гетьмани були згуртовані однією метою — боротьбою за ствердження козацьких вольностей. І під час боїв козаків з польським військом (під командуванням Конецпольского) у 1625 році, всі вони виступають на чолі повсталих: «А козаки, Государь, запорожские, собралися з городов тысяч з 20 ; с козаками  Дорошенко, да с Измайлом. да с Олифером, да с Пырским». — "писали московські посли до царя. Отже, бачимо серед командувачів козацького війська Оліфера Голуба, який тримав тоді у своїх руках пірнач полковника.
Перебіг воєнних дій козаків з поляками 1625 року був невтішним. Козаки опинились у скрутному становищі і мусили табором вести оборону, а з підходом зими така ситуація різко погіршила їх становище. Було вирішено капітулювати. Мусив терпіти ганьбу, капітуляції і колишній Гетьман Оліфер Голуб. Однак невдовзі козацька старшина була відновлена у правах і Голуб став Переяславським полковником.
Закінчив своє життя Оліфер Остапович Голуб як справжній козак. Весною 1628 року  козаки на чайках вийшли у морський похід на Крим. У затяжному і нерівному бою під Бахчисараєм вони втратили двох своїх військових командирів, що з часів їх наставника Петра Сагайдачного були разом — Гетьмана Михайла Дорошенка і колишнього Гетьмана Оліфера Голуба.
Помер Оліфер Голуб у віці 40-45 років, залишивши після себе сина Василя.

### Син Оліфера Голуба— Василь Оліференко
Василь Оліференко, (прізвище взято від імені батька, тому, що на той саме час, так було потрібно, як згадує Антон Голуб) а саме так став зватися продовжувач роду, який народився у 20 роках.
У 1702 році, син «Василия Алиференко»(за московськими документами) Козьма сотник старопочепський), згідно з гетьманским універсалом Івана Мазепи володіє маєтками в глухівському повіті   і приймається у дворянство.
З  отриманням дворянства (на нашу думку) змінюється і прізвище давнього роду, яке було змінене з Аліференків (Оліверів — Оліференків) на  Алфьорових.
Свого сина Козьма Алфьоров назвав в честь діда-героя «давно спочившего гетьмана України» — Аліфером, який поклав початок старшої гілки роду Алфьорових. (Це право нам дають  довести спогади Олександра Алфьорова)
Рід Алфьорових з часом став дуже розгалуженим, а на кінець XIX століття він складався з багатьох представників, у тому числі з 22 ще неодружених чоловіків і 2 неодружених жінок (велика відсоткова різниця між чоловіками та жінками є генетичною особливістю цього роду, що залишилась і по сьогодні).
Деякі члени молодшої гілки Алфьорових активно просувались по службі, були представниками та головами палат губерній, генералами і віце-губернаторами. Старша ж гілка, втративши колишнє впливове становище, остаточно розорилась.
На початок XX століття багато сімей з роду за своїм економічним становищем вже не належать до панівного стану. Очевидно, саме тому давня українсько-боярська родина Голубів (у своєму продовженні Алфьорових) і витримала громадянську війну та комуністичні репресії сталінського режиму.

### Походження прізвища Голуб
Нова Історія України тісно пов'язана з організацією і діяльністю козацтва, яке стало вирішальним чинником багатьох яскравих подій і явищ XVI—XVIII ст. У виході козацтва на історичну арену визначну роль відіграли українські аристократичні родини. Проте їх участь у цьому процесі залишається малодослідженою, Це торкається зокрема і шляхетського роду Голубів, діяльність якого тісно перепліталася з історією козацтва. Участь Голубів в козацькому русі була визначною, але не помічена істориками, хоча постаті цього роду виразно окреслюють низку подій, пов'язаних із зародженням і занепадом козацтва.
На сьогоднішній день ми доводимо те, що прізвище «Голуб» походить від автохтонного українського, нехристильного імені, яке носив наприкінці XV — початку XVI століття Голубко Ганкович. Його нащадки, для поділу маєтностей, які в сукупності складали так звану Ганковщину, стали зватися одні Голубками (пізніше Голубами), а інші — Ганковичами.
У XVI столітті Голуби згадуються на Волині (село Голубне), Київщині, Червоній та Білій Русі. Причому найбільш частими є згадки про їх волинські та галицькі гілки.
Деякі польські дослідники наголошують на князівському походженні Голубів, а авторитетний польський вчений Ю. Вольф вніс цей рід, у своїй класифікації, до тих князівських родин, які генеалогічно не відносяться до Рюриковичів чи Гедиміновичів, мають невстановлене походження і зрештою перестали користуватись своїм титулом.

### Родинний герб Голубів
Хоч Голуби і втратили останній, одначе пам'ять про князівську гідність вони зберегли у своєму гербі
Польська геральдика визначає останній як герб власний, тобто такий, що належить лише одній конкретній родині і не належить до загалу польських геральдичних стандартів.
Северин Уруський подає опис родинного герба Голубів так: «Герб „Голуб“ — в червоному полі срібна слов'янська літера „т“, котра кожним своїм стропилом опирається на зелені пагорби, а середнє стропило подовжено в гору і перехрещене. Над перехрестям роздерте коло. Щит увінчаний князівською шапкою (курсив наш)». Те, що на щиті не князівська корона, а саме князівська шапка, може лише свідчити про існування якоїсь давньої родової традиції, яка сягає долитовської доби.
На XVI століття нараховується вже більше 20 представників родини. Досить швидкі темпи її розростання та інші, ще не з'ясовані обставини, змушували Голубів постійно змінювати прізвища. Так до їх роду (окрім гілки Ганковичів) у XVI — XVIII ст. належали Голубки, Голубовичі, Голубицькі, Голуби з Морозовичів (Морозовичів), Корсаки-Голубицькі, Вороновичі-Голуби, Кручко-Голубови, Голубовські, Оліференки та Алфьорови. У цей же період Голуби використовували такі герби; Голуб (Власний), Сирокомля Голубів, Яніна, Корсак, Любич-Дзялоша, Вчелє, дуже видозмінені з вищезгаданих три герби з печаток Данила і Юрія Голуба та Петра Кручка-Голубова.
Такі чисельні відгалуження роду і розмаїття гербів суттєво ускладнюють дослідження Голубів.
За своїм соціальним станом останні в XVI столітті належали, в основному, до середньої шляхти. В тому ж XVI столітті, Голуби змогли набратись потуги, щоб вже на початок XVII століття за своїм майновим статусом досягнути магнатського рівня. Слід відмітити, що фактично до початків Хмельниччини Голуби залишались у православ'ї; з відходом основних їх маєтностей до Війська Запорізького, лише покозачені представники роду залишились в старожитній (грецькій) вірі.
Голуби дали Україні вісьмох визначних козацьких ватажків, які залишили помітний слід у  вітчизняній історії, починаючи від першого реєстру і закінчуючи сумнозвісною Полтавою.
Використана література.
     1.Аркас М. Історія України-Руси. — К.,1993. — С.150-151.
    2.Воссоединение Украйни с Россией. Документы й материалы в трех томах. — М., 1953. , -Т.1.-С.62.
   3.Воссоединение Украины с Россией. Документи й материалы в трех томах. — М., 1953. | -Т. З.-С.332.
   4.Грушевський М. С. Історія України -Руси. Роки 1626—1650. — К.,1995. — Т.8. ~ С.43
  5. Грушевський М. С. Ілюстрована історія України. — К.,1992. — С.258-259                                   
  6. Грушевський М. С. Історія України-Руси. Козацькі часи до року 1625. — К..
  7.Грушевський М. С. Історія України –Руси С.501 503, 511.
 8. Дорошенко Д. Нарис історії України. — К., 1993. — Т.1. — С.  2, 213,214
  9.Замлинський В- Стисла хронологія козацьких гетьманів //'Київська старовина. -К.,1993,№.-С.108-109.
 10.История Украинской ССР. — К.. 1982. — Т.2, — С.  253, 425.  
11.Карпович Е. П. Родовые прозвання й титулы России. — М.,1991. — С.127-128
  12.Крип'якевич І. П. історія України. -Львів, 1990.-С. І 66.
  13 .Лукомський Д. К., Модзадевський В. Л. Малороссийский гербовник. ~ К.,1993. — С.2.
  14. Луценко А. Метаморфози української еліти (1569—1649). — К.,2000. — С.48-50.
 15.Подонська- Василенко Н. Історія України. — К,, 1992. -Т.1. — С.445.
  16.Соловьев С. Сочинения, История России с   древнейших времен. — М..1989. — Т.6. -С. 501—502,617.
  17.Святитель Петр Могила. Летопись Голосеевской пустыни. — К.. 2001. — С.32-33.
  19. Яворницький Д. І. Гетьман Петро Конашевич-Сагайдачний. -Дніпропетровськ, 1991. -С.56.
Список учнів
які займалися дослідженням теми
« ГЕТЬМАН ОЛІФЕР ГОЛУБ — СЛАВЕТНИЙ
ПРЕДСТАВНИК РОДУ НАЩАДКІВ СЕЛА
ГОЛУБНЕ»
1. Андрощук Ганна
2.Августинович Аліна
3.Белейко Катерина
4. Гаврилюк Владислав
5. Ковальчук Валентин
6.Кондратюк Андрій
7.Косковецький Іван
8. Кондратюк Микола
9. Новак Валерія
10.Остапчук Софія
11. Оліферчук Вікторія
12.Трофимчук Дмитро
13. Тимошик Світлана
14.Стасюк Ангеліна
15.Яковишина Анастасія
16.Монащенко Денис
17.Трофимчук Дмитро
                 Керівник : Сидорчук Наталія Миколаївна

### Незалежна Україна
12 червня 2020 року, відповідно до розпорядження Кабінету Міністрів України № 722-р від «Про визначення адміністративних центрів та затвердження територій територіальних громад Рівненської області», увійшло до складу Березнівської міської громади.
19 липня 2020 року, в результаті адміністративно-територіальної реформи та ліквідації Березнівського району, село увійшло до складу Дубенського району.

## Населення
За переписом населення 2001 року в селі мешкали 673 особи.

### Мова
Розподіл населення за рідною мовою за даними перепису 2001 року:
| Мова       | Відсоток |
| ---------- | -------- |
| українська | 99,12 %  |
| російська  | 0,44 %   |
| білоруська | 0,44 %   |

## Культура

### Бібліотека
В 1948 році, у селі Голубне (Березнівський район) відкрилася хата читальня, у якій працювала Барабаш Ольга Олександрівна. В 1949 р. хата-читальня була перенесена в клуб, де працювало вже два працівники: зав. клубом — Шнайдер Антоніна Семенівна, та бібліотекар — Барабаш Ольга Олександрівна.
Наприкінці 1950 р. посаду зав. бібліотекою зайняла Дідух Нона Миколаївна.

Після неї з січня 1954 року працювала Чернявська Ніна Федорівна.
В 1958 році на місці старого клубу було побудовано новий клуб. В серпні 1969 року на місце Ніни Федорівни прийшла Корнійчук Лія Павлівна, яка працювала по грудень 1987 року. Потім вона була вибрана на посаду секретаря виконкому сільської ради, де і пропрацювала до пенсії.
На місце Корнійчук Л. П. прийшла Сорока Наталія Володимирівна. Вона працювала по листопад 1993 року.
З листопада 1993 р. — Ляшик Наталія Костянтинівна.
З лютого 1996 р. — Сукач Жанна Миколаївна.
В лютому 1996 року з декретної відпустки виходить Карпінська (Сорока) Наталія Володимирівна.
В квітні 1997 року на місце бібліотекаря приходить молодий спеціаліст Пилипчук Тетяна Адамівна.
В 2002—2006 рр. на час декретної відпустки Пилипчук Т. А. в бібліотеці працює Кондратюк Наталія Василівна. В 2006—2012 рр. працює Мороз (Пилипчук) Т.А, а з 2012 р. по 2015 рік знову Кондратюк Н. В. В березні 2015 року — Мороз Т. А.
В 1967 році Голубнівській бібліотеці було присвоєно звання «Культосвітньої установи відмінної роботи»
Було вручено диплом
Диплом
Рада Рівненського обласного управління культури та Президія обкому профспілки працівників культури
Постановою від 28 квітня 1967 року, бібліотеці с. Голубне присвоїли звання «Культосвітньої установи відмінної роботи»
На 1.01.1989 р. книжковий фонд Голубнівської сільської бібліотеки становив 8241 примірників, з них: книг — 7217 примірників
брошур -1024 примірника
за 1989 рік надійшло до бібліотеки — 670 примірників, вибуло — 647.
На 1.01.1990 рік фонд становить 8264 примірники.
На 1.01.1991 р.– 7560 примірників.
на 1.01.1992 р.- 8123 примірники.
На 1.01.1993 р.- 8208 примірників.
на 1.01.1994 р.- 7544 примірники.
На 1.01.1995 р.– 7594 примірники.
на 1.01.1996 р.- 7158 примірників.
І на 1.01.1997 р. книжковий фонд бібліотеки-філії с. Голубне становить 7075 примірників . З кожним роком фонд бібліотеки зменшується, у зв'язку з недостатнім фінансуванням культури.
З року в рік бібліотека обслуговувала більше 500 читачів, видавалося близько 10000 тисяч примірників книг.
В бібліотеці проводились різні масові заходи разом з сільським клубом, шкільною бібліотекою, школою, дитячим садком. Так наприклад були проведені такі найбільш цікаві масові заходи: « Українські вечорниці», святкування 8 березня, фольклорний вечір до свята Івана Купала. У 1995році найкращим і найбільшим масовим заходом було відзначення 400-річниці першої згадки в історичних джерелах с. Голубне.
Кожного року проводиться свято до Дня Перемоги: «Не пам'ятати про це неможливо», «Корінням стародавнє, серцем молоде» — свято села. Традицією стало кожного року проводити такі заходи як: «Щедрий вечір, добрий вечір», «Екологія — зона тривоги» — тематичний вечір до річниці Чорнобильської катастрофи, «Свято матері», і багато інших масових заходів.
В 2003 році державна влада на рівні Рівненської області вирішила провести експеримент терміном на три роки по об'єднанню шкільних бібліотек з сільськими. Шкільні бібліотеки були приєднані до сільських і підпорядковувались відділу культури. Бібліотека отримала назву: публічно-шкільна бібліотека, але залишилося два приміщення. Сільська — на території дитячого садочка, а шкільний абонемент — в приміщенні Голубнівської школи.
Одним з головних завдань бібліотеки є робота за краєзнавчим та народознавчим напрямками, шляхом поліпшення якості масових заходів, використання для пропаганди краєзнавчої літератури нових форм та методів бібліотечної роботи.
Особлива увага приділяється роботі на допомогу навчальному процесу.
На даний час бібліотека обслуговує 300 користувачів з яких 92 учні школи.
Доступ через ІНТЕРНЕТ (Інтернет, вебсайт)
Визначивши Інтернет як додатковий інформаційний ресурс для користувачів бібліотеки, наша бібліотека була підключена до мережі Інтернет в 2008 році.
Робота в Інтернеті надала можливість користувачам на додаток до друкованих джерел інформації доступ до світових електронних інформаційних ресурсів, суттєво розширила можливості в інформаційному обслуговуванні користувачів.
Підключення Інтернету в бібліотеці сприяло зростанню позитивного іміджу бібліотеки як інформаційного центру нашого села.
Бібліотека використовує Інтернет для надання послуг наявним та новим користувачам через вебсайт бібліотеки, який постійно відвідують користувачі.
На вебсайті представлена інформація не тільки про послуги бібліотеки, її фонди та події, а й про історію та сучасність Голубного. З нашого вебсайту читач може вийти на «Урядовий портал», де є різна інформація урядового характеру: закони, рішення Кабінету Міністрів України та ін. а вчителі можуть ознайомитися з корисною інформацією на «Освітньому навігаторі».
На вебсторінці нашої бібліотеки завдяки співпраці з сільською радою створено розділ «Офіційні документи сільської ради», який складається з наступних розділів: Паспорт територіальної громади
Регіональні програми
Планування роботи
Благоустрій території
У міру сил цей розділ поповнюється новою інформацією.
Слід відзначити, що впродовж останніх років було створено велику кількість нових бібліотечно-інформаційних продуктів і послуг соціально-громадського спрямування, а саме:
• забезпечено доступ користувачів до електронних баз даних безпосередньо в бібліотеці;
• надано доступ до інформації на нових видах носіїв інформації — відкриття фонду CD-ROM
• організовано доступ до ресурсів бібліотеки для віддалених користувачів шляхом створення вебсайту;
• створено умови для вільного доступу громади до інформаційних ресурсів місцевого самоврядування: законодавчих, нормативних, статистичних, економічних, аналітичних, соціологічних та інших матеріалів;
• представлена можливість надання бібліотечних послуг для користувачів шляхом використання можливостей Інтернет, електронної пошти.
Виконання цих завдань забезпечило зовсім новий рівень бібілотечно-інформаційного обслуговування, створило умови якісного та швидкого публічного доступу до інформації та знань.
Бібліотека отримує періодичні видання, які користуються попитом. Найпопулярніші це — журнал «Дім, сад, город», дитячі журнали «Малятко», «Барвінок», «Однокласник» . Газети: «Вісті Рівненщини», «Надслучанський вісник».
У 2010 році бібліотекар Мороз Тетяна Адамівна зайняла перше місце у районному етапі Всеукраїнської акції «Живи, книго!», а також І місце в обласному етапі цієї акції серед сільських загальноосвітніх навчальних закладів.
В 2007 році — лауреат районного конкурсу «Шкільний бібліотекар — 2007 року».
В 2009 році — лауреат районного етапу Всеукраїнського конкурсу «Шкільний бібліотекар — 2009» і лауреат районного етапу Всеукраїнської акції «Живи, книго!».

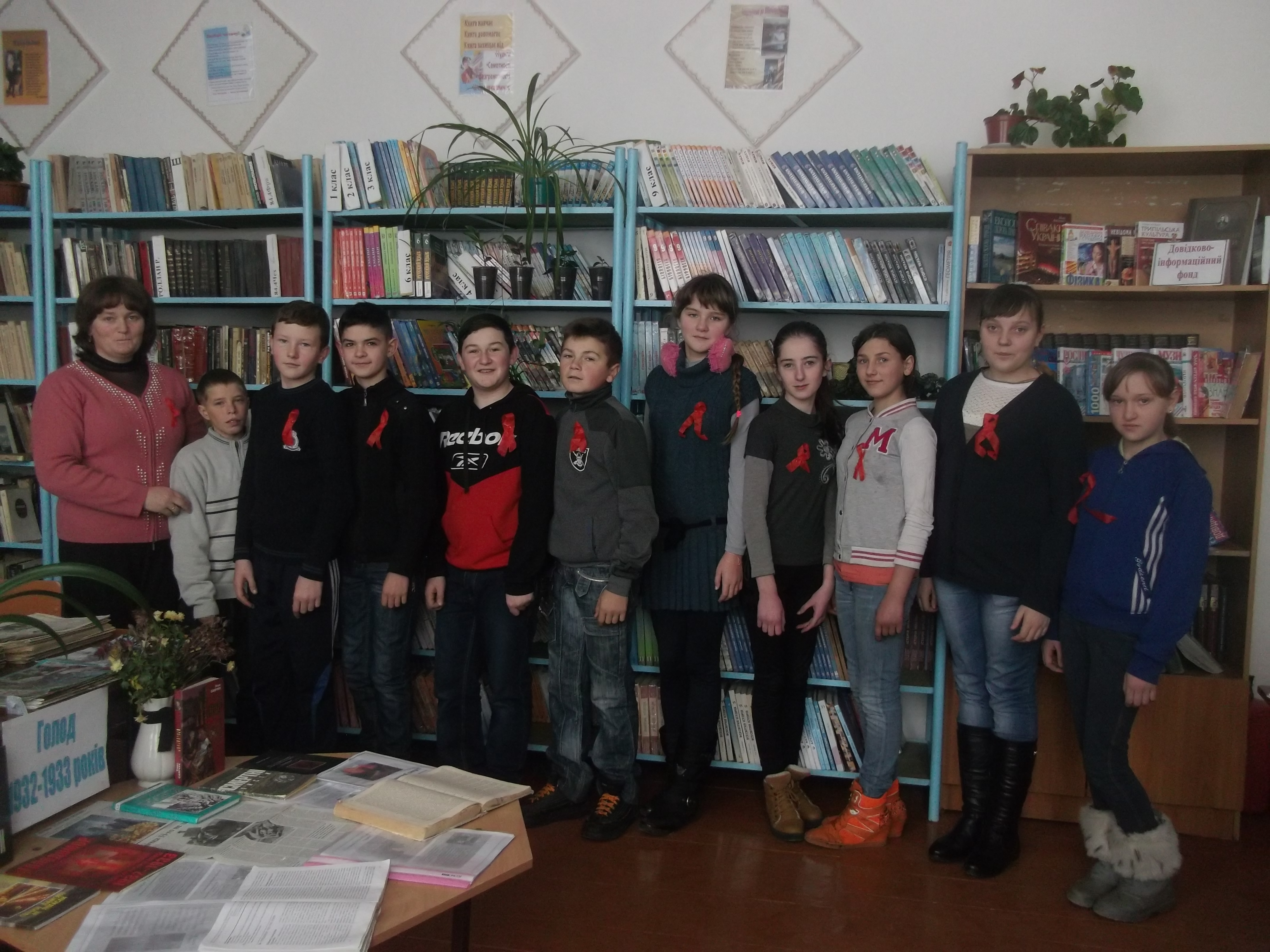
Майстер-клас "Червону стрічку носять не байдужі"
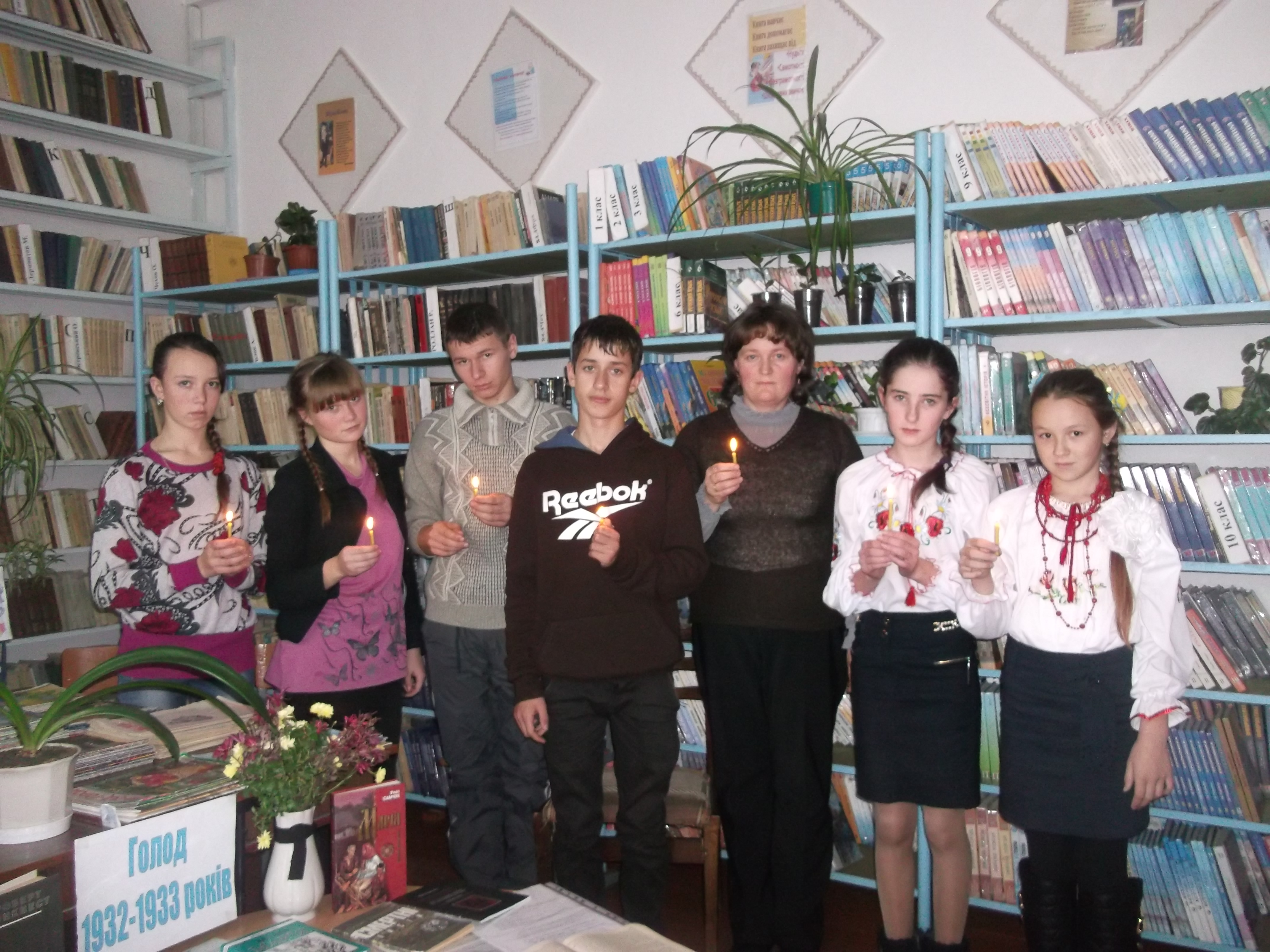
Акція "Засвіти свічку пам'яті"
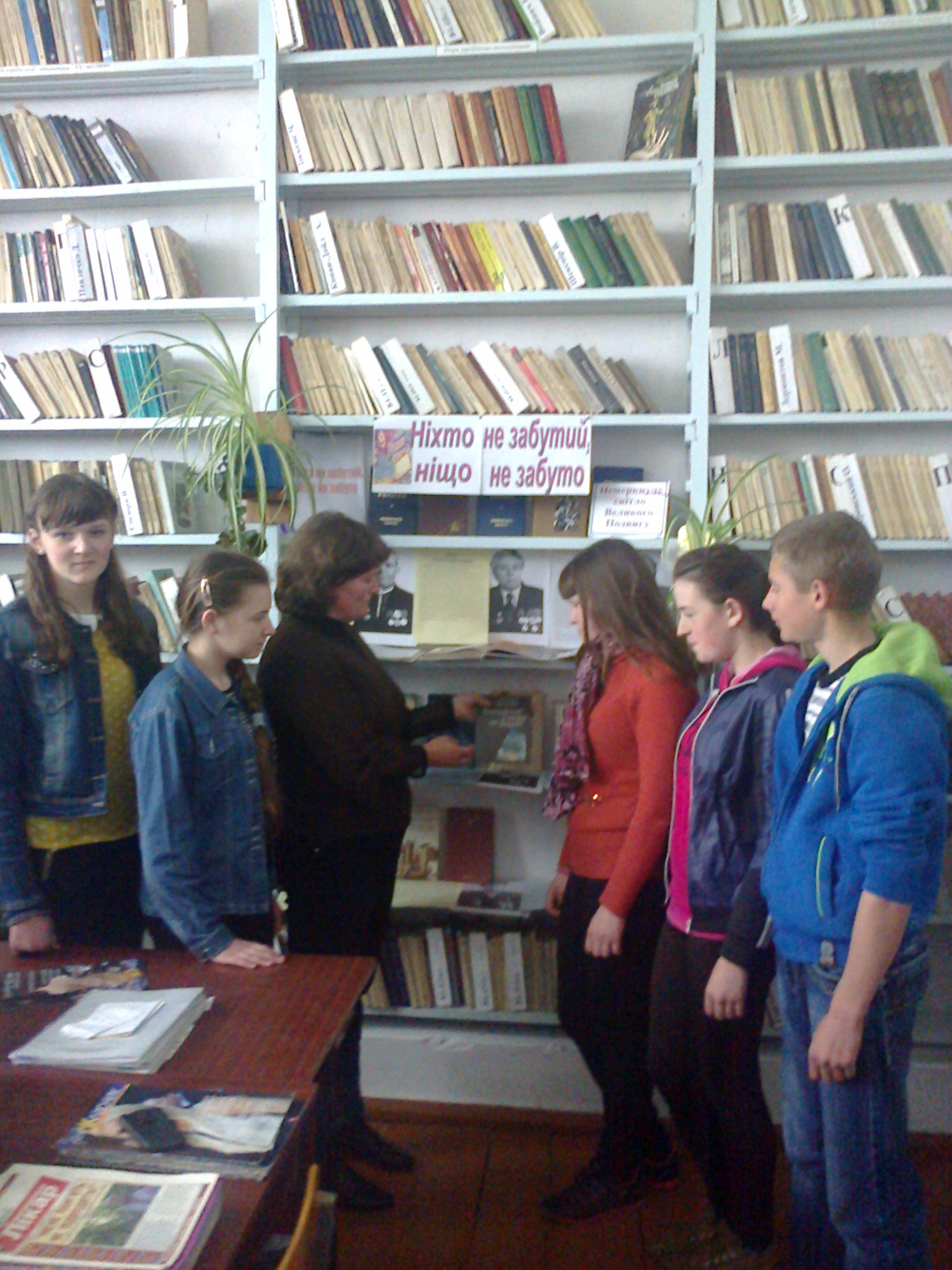
Година історії "Ніхто не забутий, ніщо не забуто"
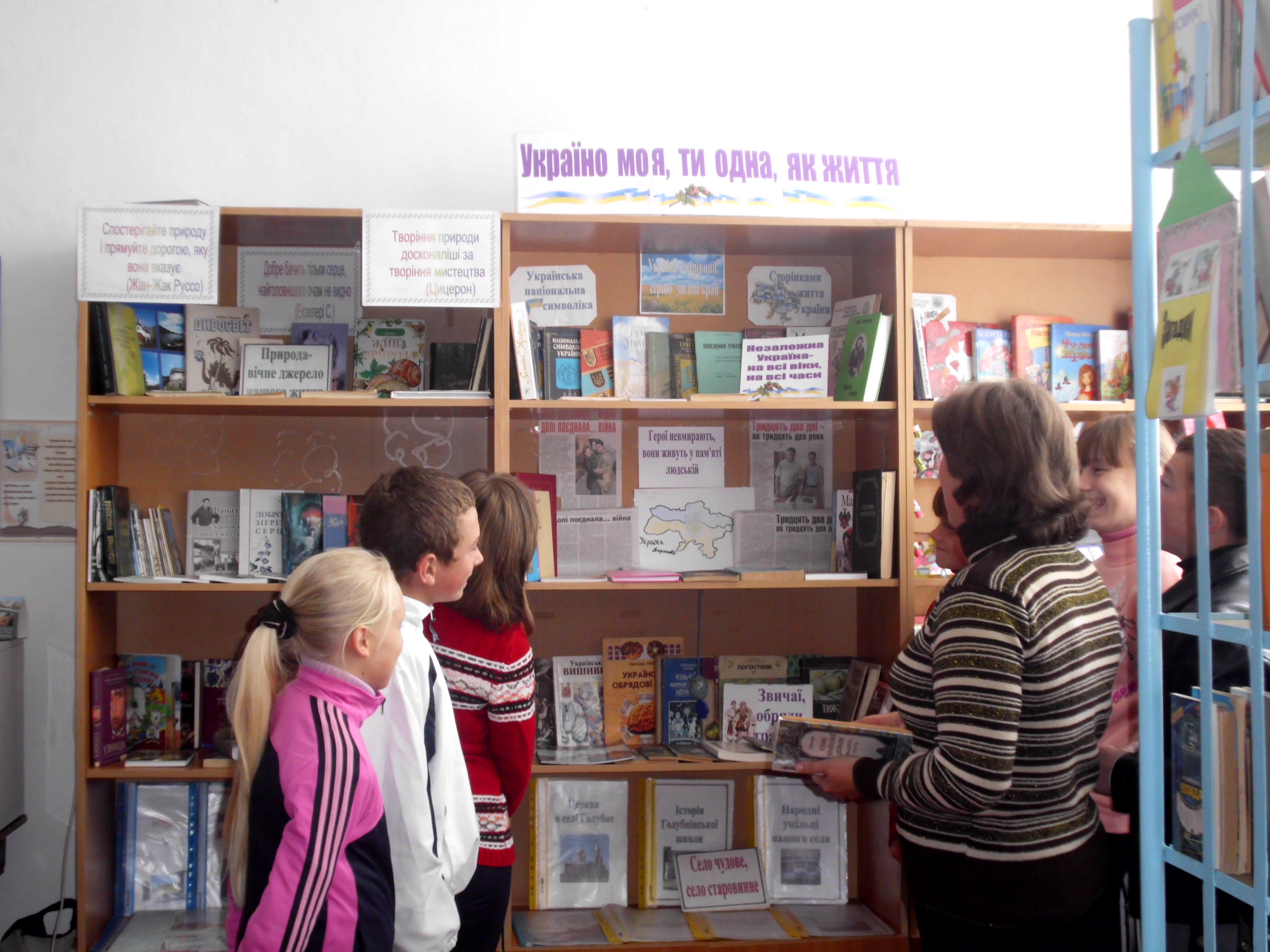
Перегляд літератури "Україно моя, ти одна, як життя"
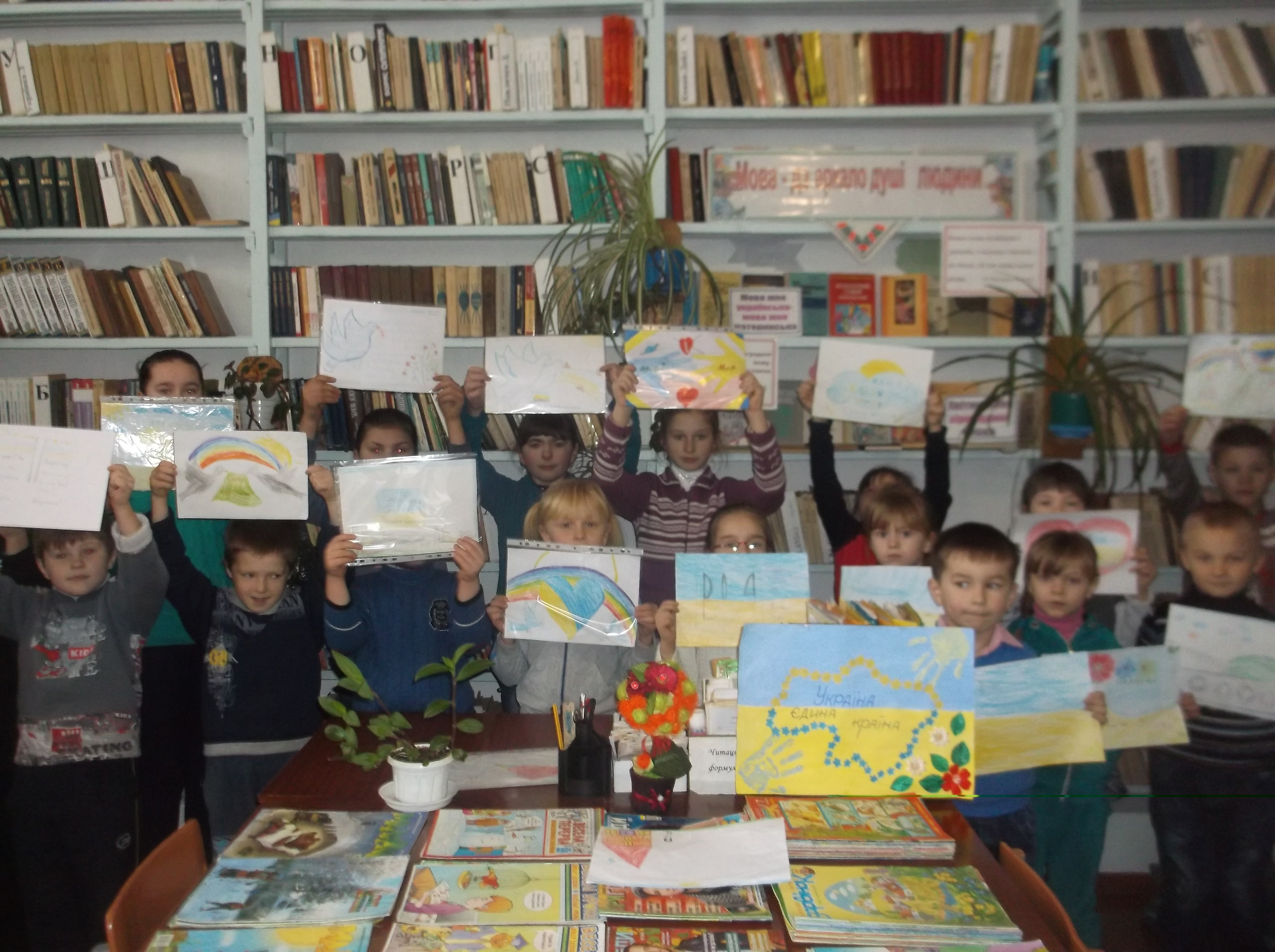
Конкурс малюнків "Мирне небо над твоєю головою"

## Освіта

### Музей
Музей історії села Голубне розташований в приміщенні Голубнівської загальноосвітньої школи I—III ступенів Березнівського району Рівненської області, створений в 2001 році.
Музей має 2 відділи: історичний та етнографічний.
В історичному відділі музею є 7 розділів, зокрема:
1. Археологічне минуле Голубного.
2. Давня історія села (Старе городище).
3. Під владою Польщі.
4. В полум'ї ІІ Світової війни.
5. Видатні люди села.
6. Працею звеличені.
7. Освіта в селі.
В першому розділі представлені кам'яні знаряддя праці, зокрема ручні рубила різної форми, скребки, різці, кам'яна мотика, кам'яні сокири та їх фрагменти, які знайдені в місцевих урочищах поблизу села. Тут також знаходяться шматки глиняного посуду з характерними ознаками таких археологічних культури лінійно-стрічкової кераміки (5 тис. до н. е.), гребінцево-накольчаста (4-3 тис. до н. е.) та шнурової кераміки (3-2 тис. до н. е.), культури скіфської доби. Поруч шматки шлаку від переробки болотної руди.
В розділі «Давня історія села» розповідається про історію села з часу першої писемної згадки (1595 рік) до кінця 19 століття. В третьому розділі «Під владою Польщі» є фотографії польських панів та їх сімей. Зокрема військові квитки, майнові документи, паспорти жителів села. Експонати четвертого розділу «В полум'ї ІІ Світової війни» розповідають про внесок голубненчан в перемогу над фашизмом. На стендах фотографії, особисті речі, фронтові листи, нагороди тих, хто воював на фронтах ІІ Світової війни.
У розділі «Працею звеличені» зібрані матеріали про передовиків праці. Тут містяться фотографії, грамоти, нагороди кращих працівників колишнього колгоспу ім. Франка. Деякі фотографії розповідають про сьогодення, зокрема про діяльність культурно-дозвілевого комплексу, трудові будні односельчан.
В розділі «Освіта в селі» представлені матеріали, які розповідають про розвиток освіти в нашому селі від кінця XIX століття до нашого часу. Тут знаходяться свідоцтва про закінчення школи в різні періоди її існування, підручники XIX—XX століття. Також представлені фотографії, які розповідають про розбудову нашої школи, а також матеріали наукових робіт випускників школи.
Етнографічний відділ музею складається з таких розділів:
1. Ткацтво.
2. Одяг.
3. Рушник поліський.
4. Ремесла та промисли Голубного.
5. Українська вишивка.
У розділі «Ткацтво» розташовані експонати, які дають можливість
охарактеризувати заняття даним ремеслом: — терниця, щітка, тріпало, гребінь, гребінка; — коловертка, лядо з бердом, веретенотримач, начиння; — сукало, кулька, мотовило; — прач, жлукто, рубель, качалка, праски.
У розділі «Одяг» на стенді розташовані жіночі сорочки, вишиті в нашому селі. Розділ дає можливість ознайомитися із наступним одягом та головними уборами: сорочки вишиті, заткані; фартухи святкові і щоденного використання; хустки полотняні, опиначки, тернові; віночок дівочий із стрічками. Крім жіночого одягу: сорочок, спідниць зі стрічками, керсеток, фартухів, є і чоловічий одяг: полотняні сорочки та штани, пояс. Доповненням до одягу є взуття: личаки.
В експозиції розділу «Рушник поліський» розташовані різні типи рушників: рушник обрядовий, рушник ловистирач, рушник-утирач, рушник-намітка, рушники святкові (полотно), рушник для образів, рушники святкові (перкаль).
Розділ «Народні ремесла» поділяється на: землеробство, тваринництво, ковальство. Розпочинається огляд експозицій із знарядь праці селянина: серпа, коси, ціпа, ступ, мотиг, борон, які дають можливість відтворити процес обробки землі в нашому селі. Доповненням є фотографії старовинних знарядь праці і сохи, рала та фотографії косарів середини XX століття.
В розділі «Українська вишивка», розміщені вишиті нашими земляками різножанрові картини. Різноманітна тематика вишивок характеризує епоху та прагнення творчого пошуку вишивальниць, які зберегли традиції української вишивки.
Сидорчук Н. М. — керівник музею.

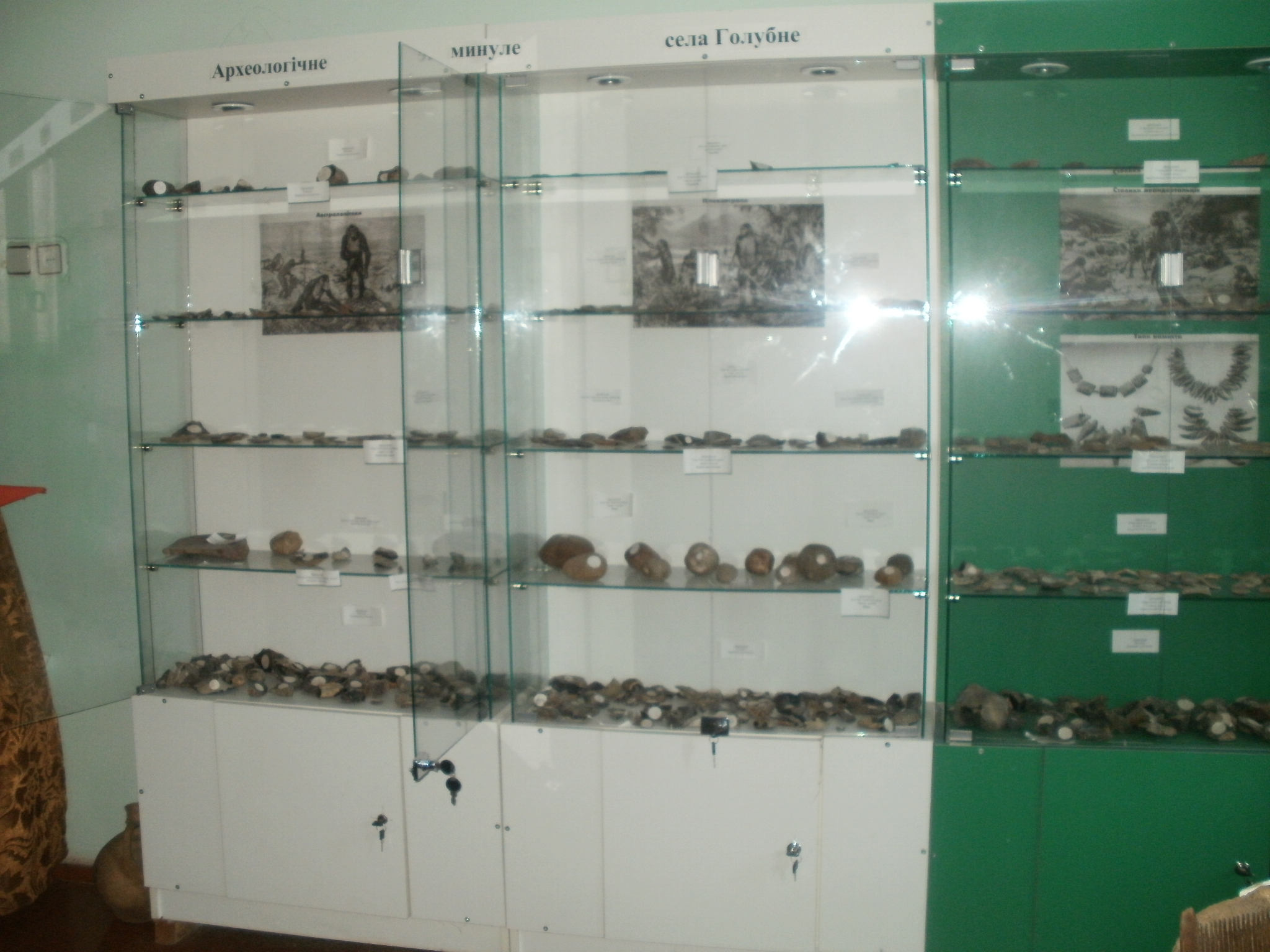
Експонати історичного відділу музею
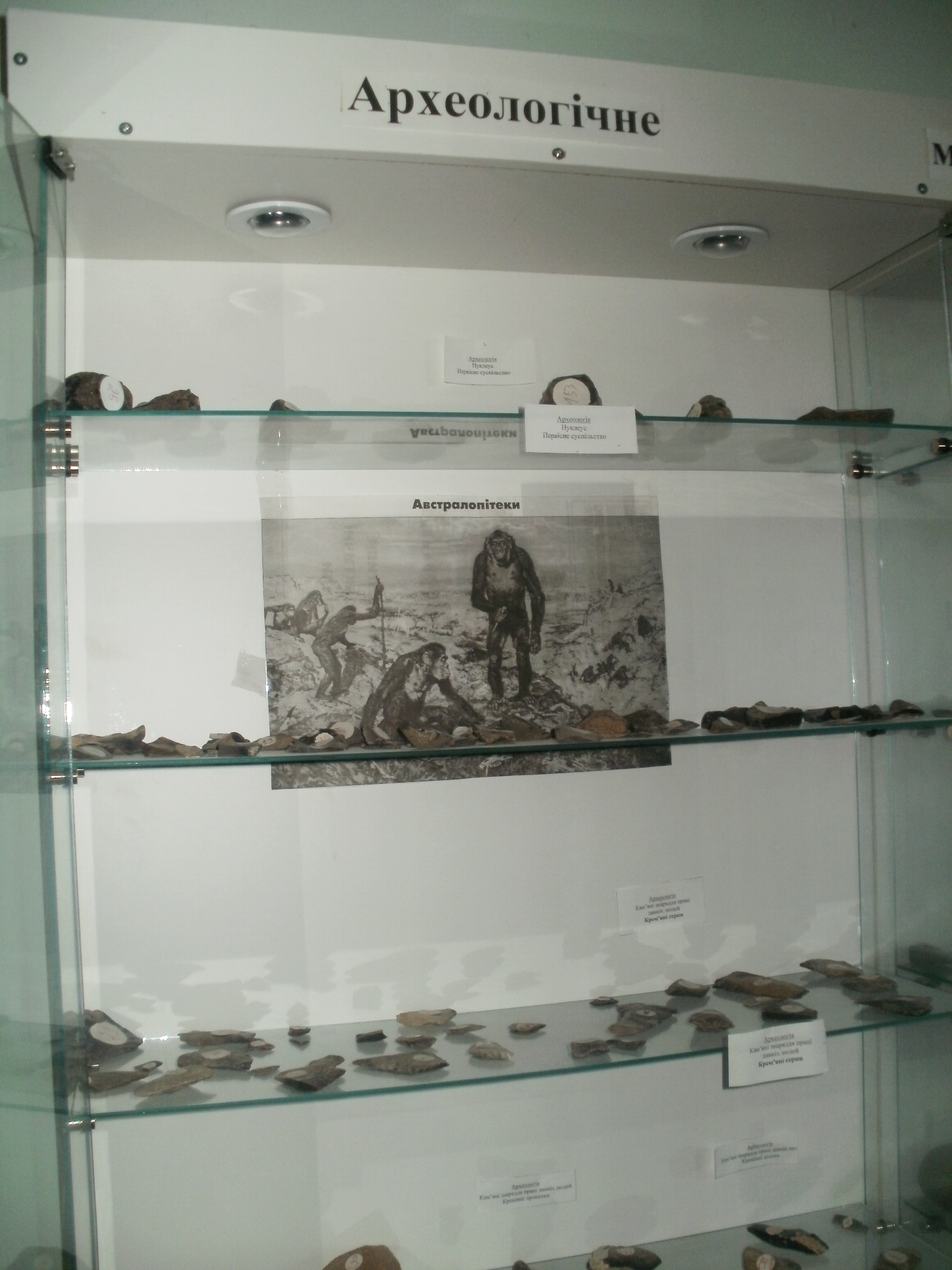
Експонати історичного відділу музею
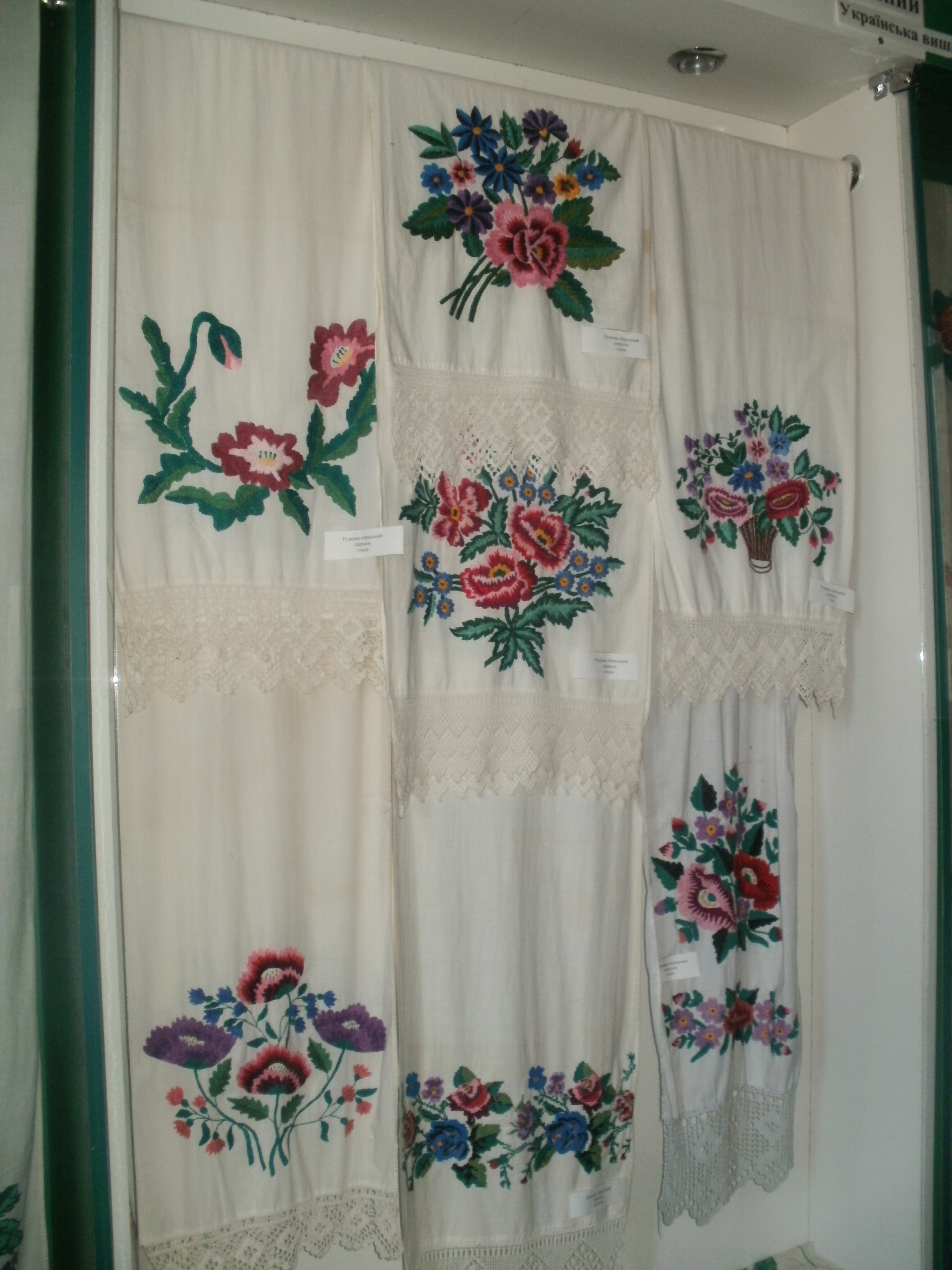
Експонати етнографічного відділу музею
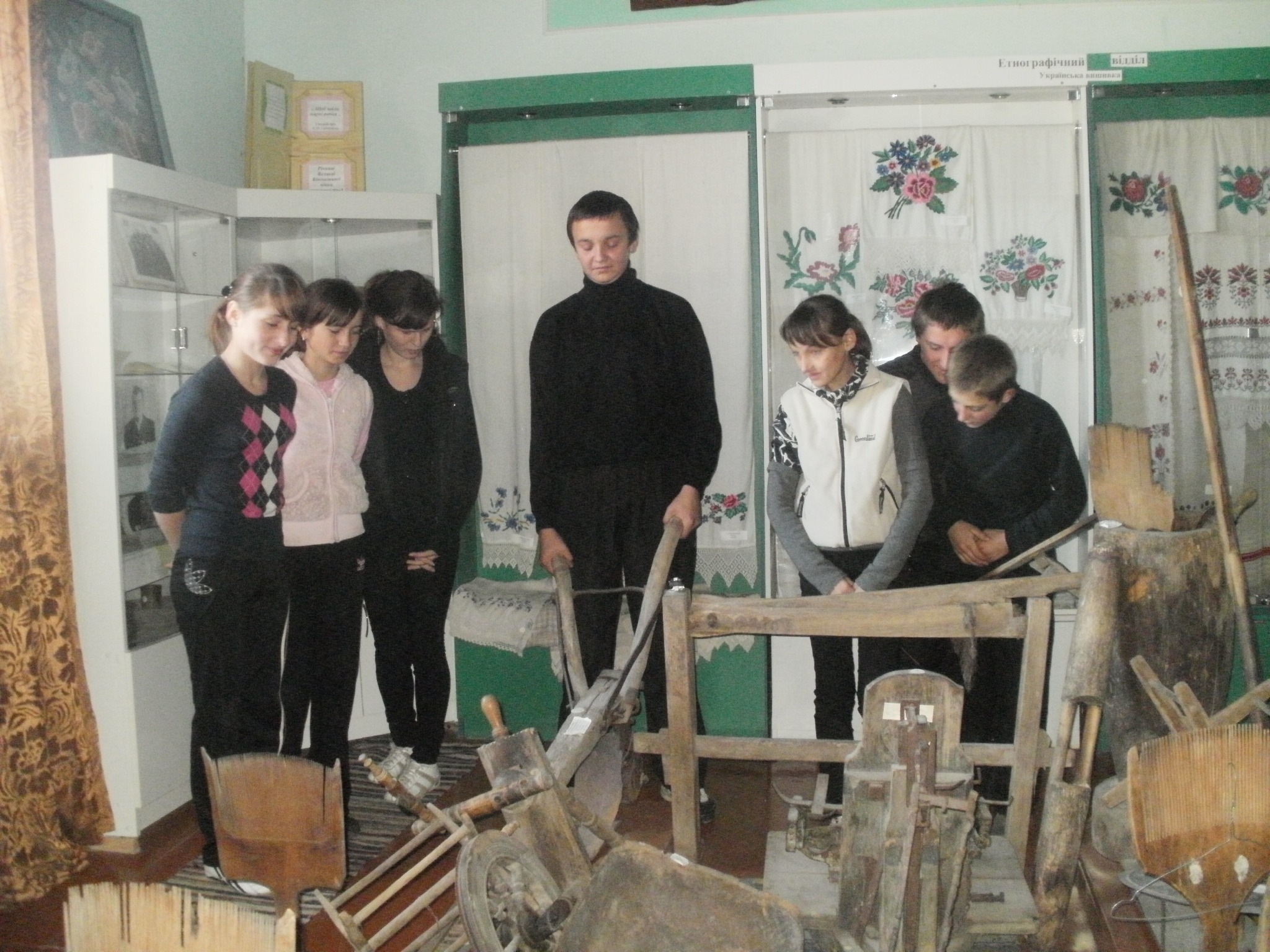
Експонати етнографічного відділу музею
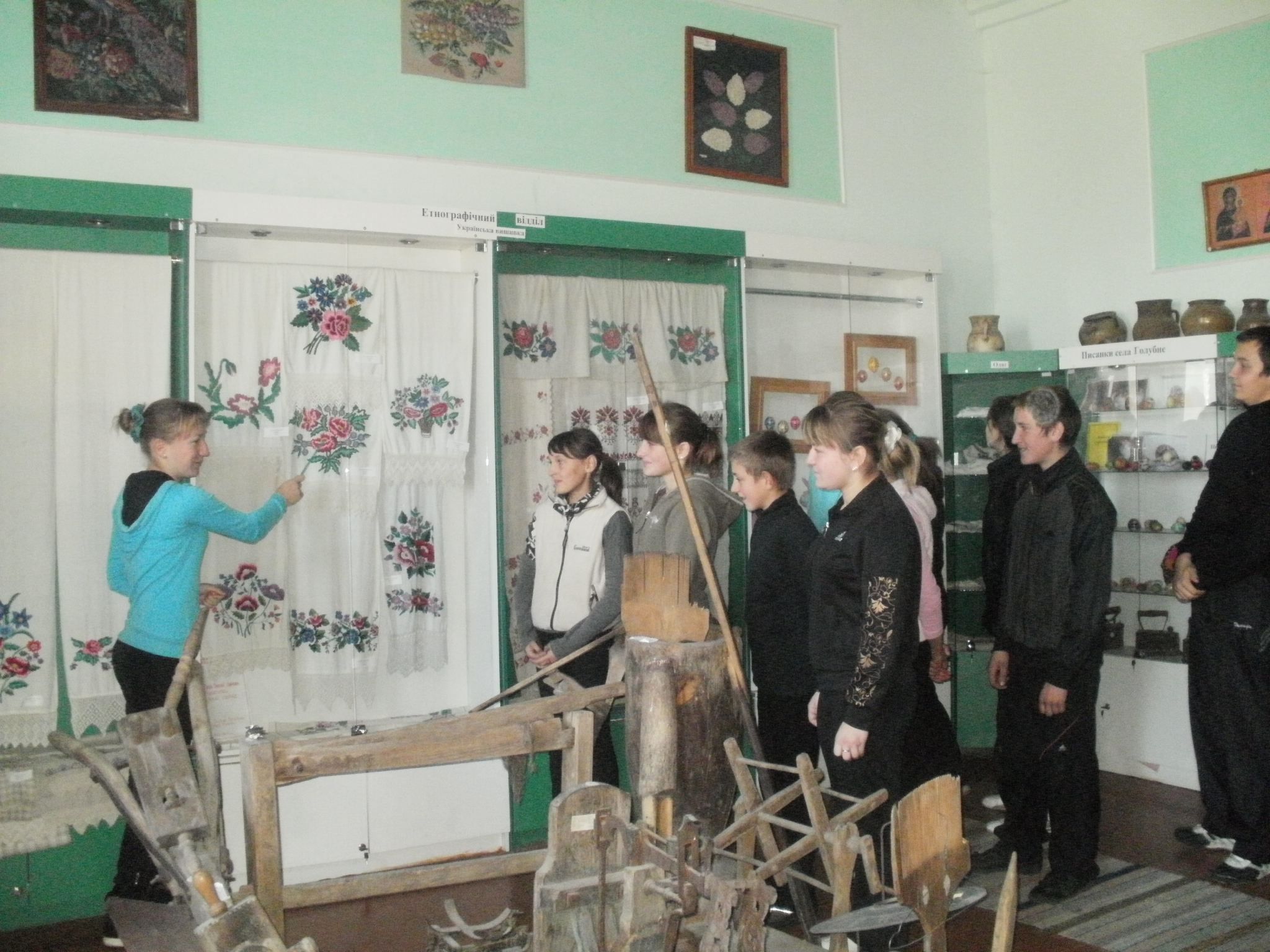
Екскурсія в музеї

## Відомі люди
- Усач Андрій Олександрович — старший солдат Збройних сил України, учасник боїв за Луганський аеропорт нагороджений орденом «За мужність» III ступеня.
- Гордієвич Феодосій Олександрович народився 27серпня 1912 року в селі Голубне Березнівського району Рівненської області.

У 23 роки пішов на фронт (1944 рік), де пройшов курс молодого бійця. Після 45-денного навчання його частину в повному складі перекидають під Барановичі. Звідти маршем до Білостока, а пізніше в Ригу. Під Шауляєм був перший бій. Пізніше наступ на Естонію. Звідти його частину перекидають у Фінляндію. Тут вона несла охоронну службу. 30 квітня 1945 року по тривозі їх везуть в Хельсінкі, а потім морським шляхом на Таллінн. Звідси вже в складі 228 стрілецького полку направляється під Кенігсберг. День Перемоги зустрів у Кенігсберзі.
Повернувся з армії 23 серпня 1946 року.
Нагороджений: Орденом Вітчизняної війни ІІ ступеня, Орденом «За особисту мужність», медаллю Жукова, ювілейними медалями: «20 років Перемоги у Великій Вітчизняній війні 1941—1945 р.р.», «30 років Перемоги у Великій Вітчизняній війні 1941—1945 р.р.», «40 років Перемоги у Великій Вітчизняній війні 1941—1945 р.р.», «50 років Збройних Сил СРСР», «60 років Збройних Сил СРСР», «70 років Збройних сил СРСР.»
Помер Феодосій Олександрович 30 травня 2007 року.

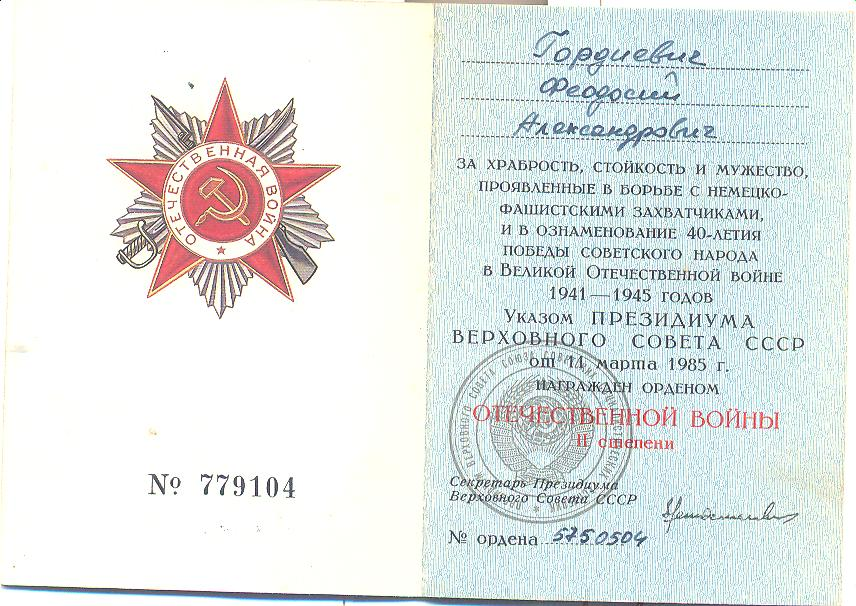
Орден  Вітчизняної війни ІІ ступеня
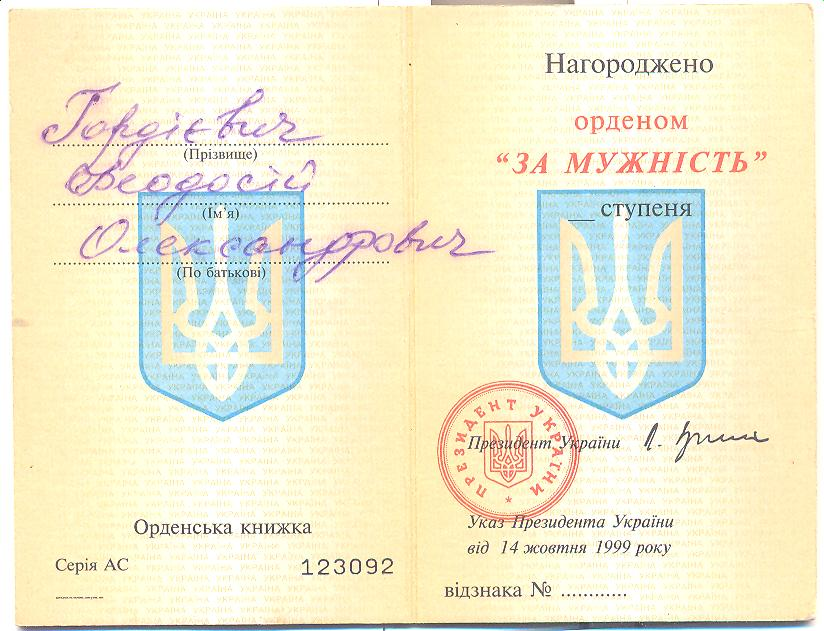
Орден «За  мужність»
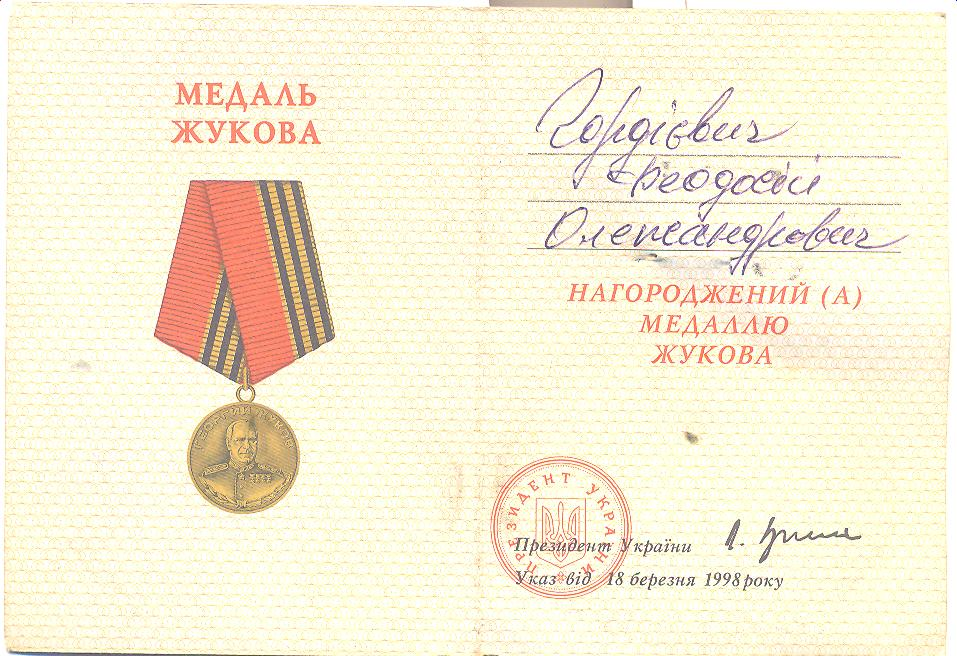
Медаль Жукова
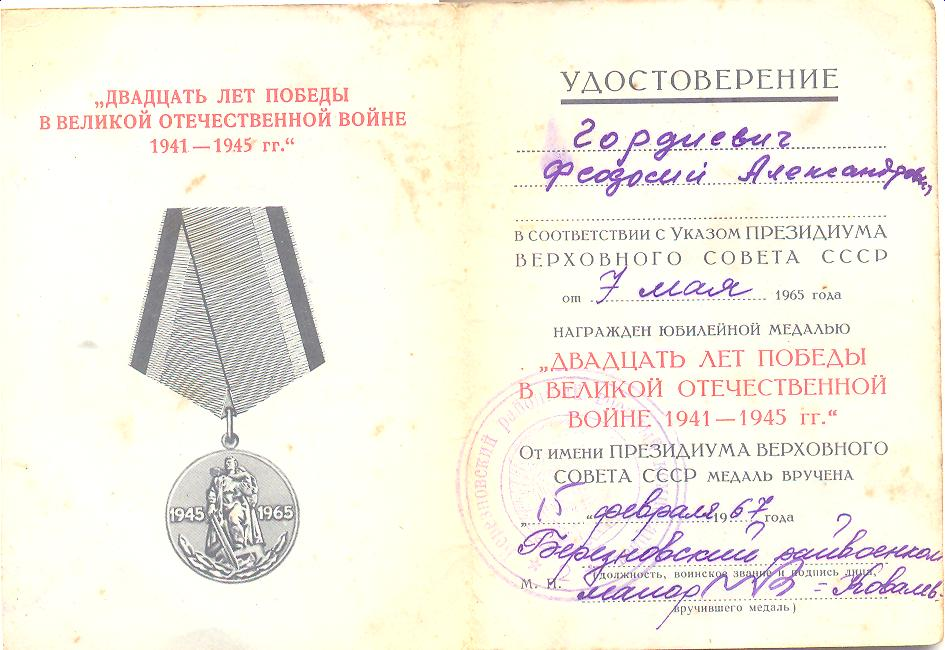
медаль «20 років Перемоги у Великій Вітчизняній війні 1941-1945р.р."
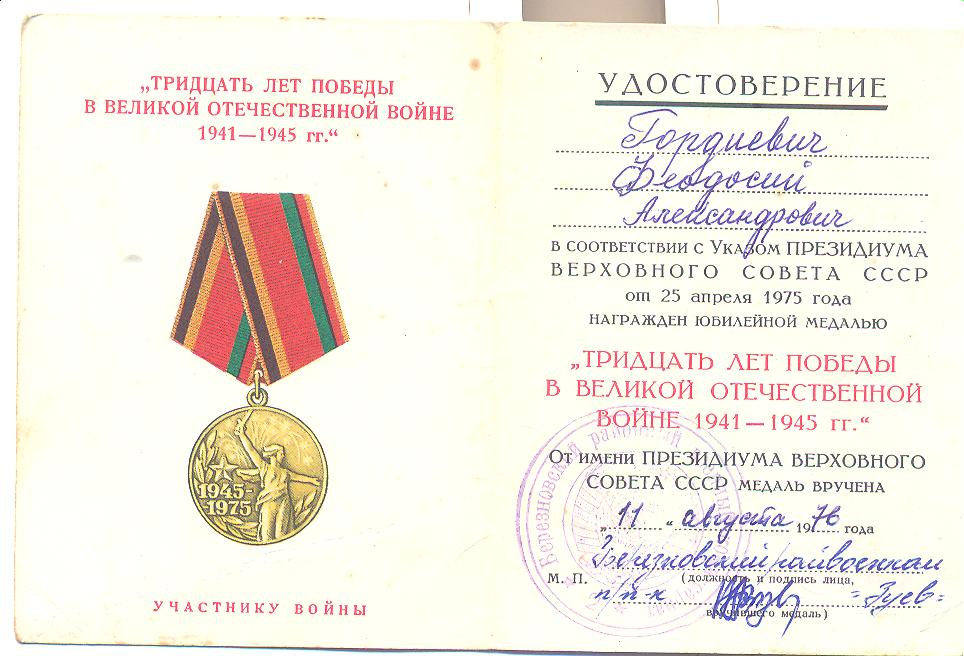
медаль "30 років Перемоги у Великій Вітчизняній війні 1941-1945р.р."
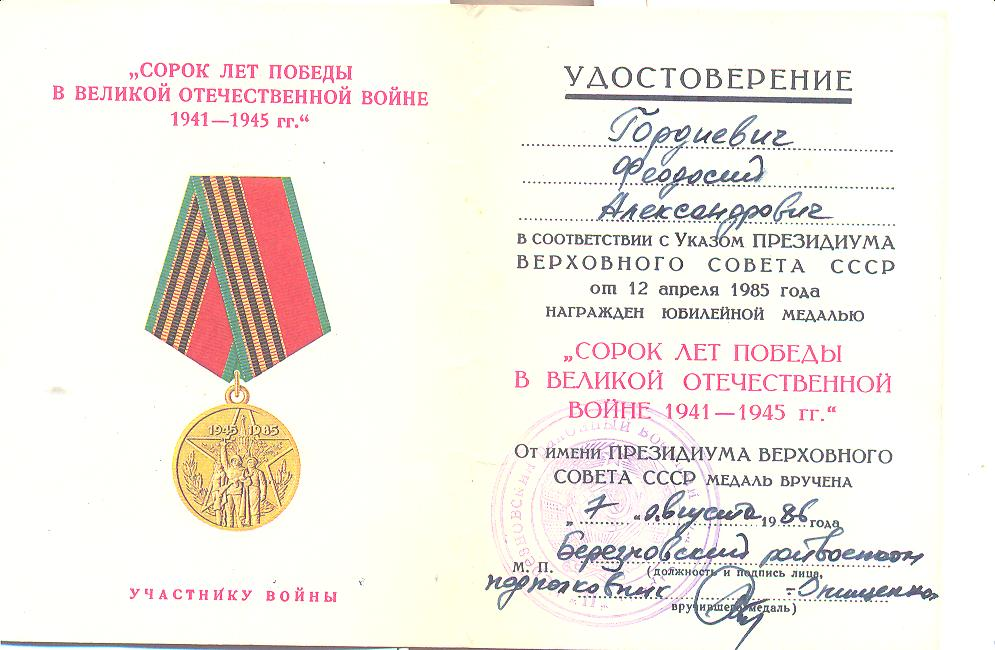
медаль "40 років Перемоги у Великій Вітчизняній війні 1941-1945р.р."
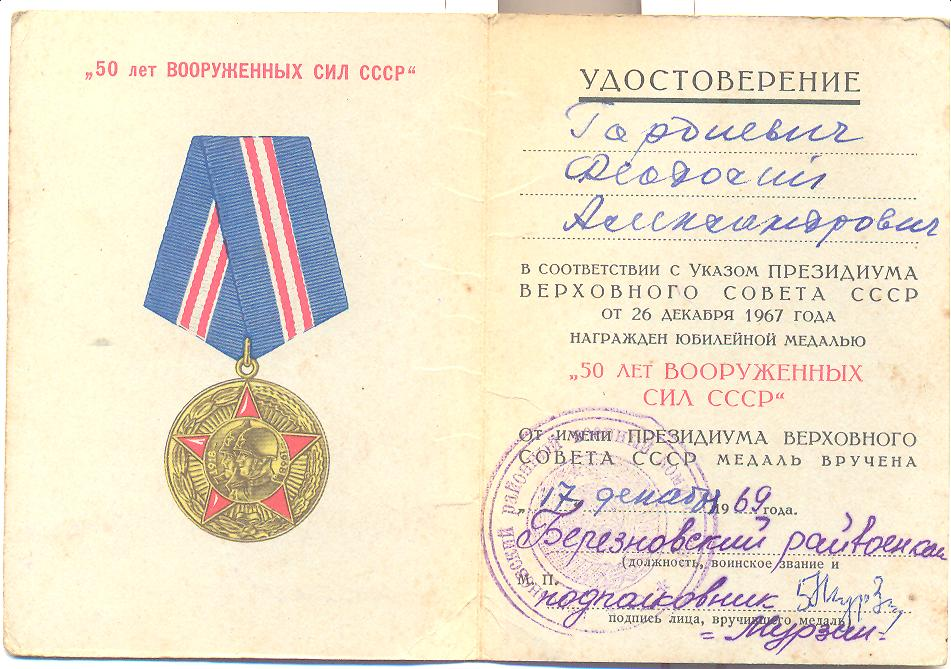
медаль “50 років Збройних Сил СРСР”
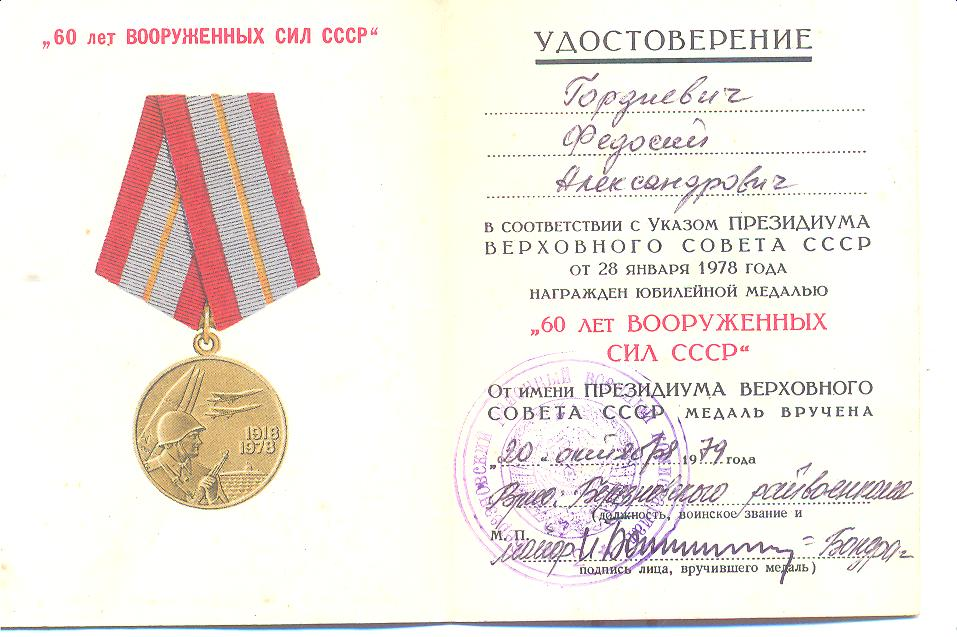
"60 років Збройних Сил СРСР"
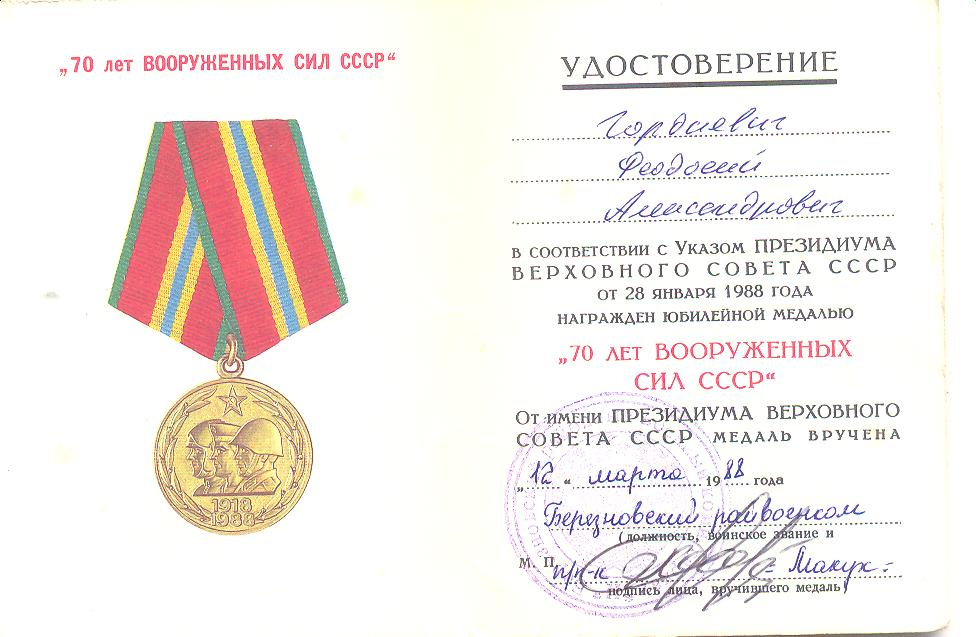
медаль "70 років Збройних сил СРСР"

- Каліш Степан Якович народився 25 грудня 1911 року в селі Голубне Березнівського району Рівненської області.

У 1944 році мобілізували на фронт. Брав участь у визволенні Пінська, Мінська, території Польщі. У Східній Пруссії одержав осколкове поранення і після лікування знову повернувся на фронт. Дійшов до Кенігсберга, де й зустрів день Перемоги.
Нагороджений: Орденом Вітчизняної війни, медаллю «За відвагу», ювілейними медалями: «20 років Перемоги у Великій Вітчизняній війні 1941—1945 р.р.», «30 років Перемоги у Великій Вітчизняній війні 1941—1945 р.р.», «40 років Перемоги у Великій Вітчизняній війні 1941—1945 р.р.»
- Хилюк Іван Ісакович народився 20 травня 1911 року на хуторі, що належить до Моквинської сільської Ради.

На фронт був призваний 14 січня 1944 року. Проходив курс молодого бійця в Чернігові і був направлений на третій Білоруський фронт. В першому бою отримав поранення в голову і направлений в госпіталь в місто Смоленськ, а потім в Горький.
В 1945 році повертається в рідні місця.
Нагороджений: Орденом Вітчизняної війни І ступеня, медаллю «За відвагу», медаллю «За перемогу над Німеччиною у Великій Вітчизняній війні 1941—1945 рр.»,
ювілейними медалями: «20 років Перемоги у Великій Вітчизняній війні 1941—1945 р.р.», «30 років Перемоги у Великій Вітчизняній війні 1941—1945 р.р.», «40 років Перемоги у Великій Вітчизняній війні 1941—1945 р.р.»
Помер Іван Ісакович 23 грудня 1995 року.
- Шулевський Андрій Максимович народився 13 грудня 1925 року в селі Голубне Березнівського району Рівненської області. Наприкінці 1944 року був призваний на фронт. Після навчань був направлений на перший український фронт і брав участь в боях по 9 травня 1945 року. Воював у складі третьої Червонопрапорної танкової армії (під командуванням генерала П.Рибалко) 51-го гвардійського танкового полку, автоматником. Перший бій прийняв під Тернавою Нижньою. Визволяв західні обласі країни, брав участь у взятті Дрездена, Берліна і Праги. Після війни повернувся до рідного села Голубне де працював у місцевому колгоспі.

Нагороджений: Орденом Вітчизняної війни ІІ ступеня, медалями: «Медаллю Жукова», «За бойові заслуги», «За перемогу над Німеччиною у Великій Вітчизняній війні 1941—1945 рр.», ювілейними медалями: «20 років Перемоги у Великій Вітчизняній війні 1941—1945 р.р.», «30 років Перемоги у Великій Вітчизняній війні 1941—1945 р.р.», «40 років Перемоги у Великій Вітчизняній війні 1941—1945 р.р.», «50 років Збройних Сил СРСР», «60 років Збройних Сил СРСР», «70 років Збройних сил СРСР», значком «25 років Перемоги у Великій Вітчизняній війні»
Помер Андрій Максимович 12 квітня 1999 року.

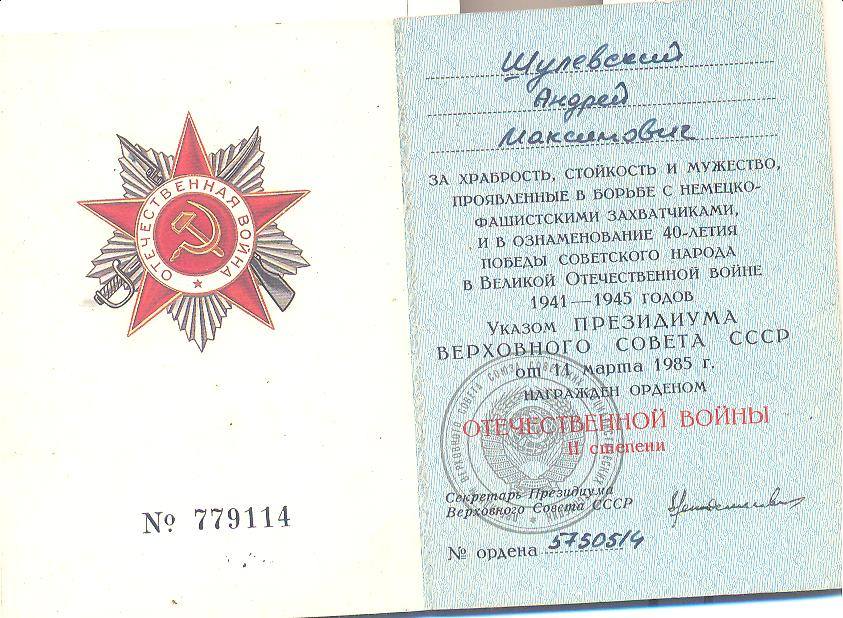
Орден Вітчизняної війни  ІІ ступеня
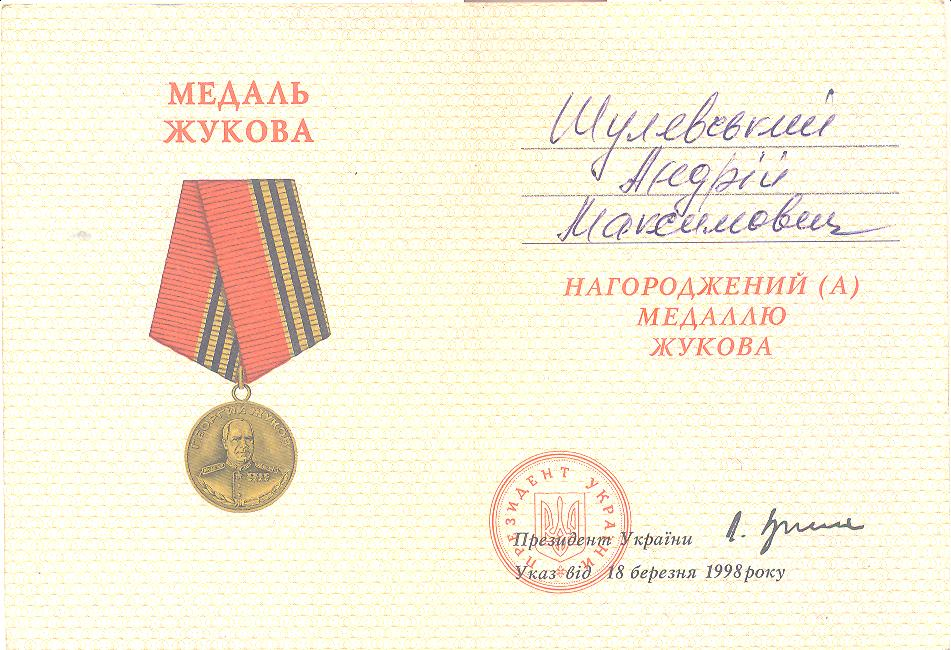
"Медаль Жукова"
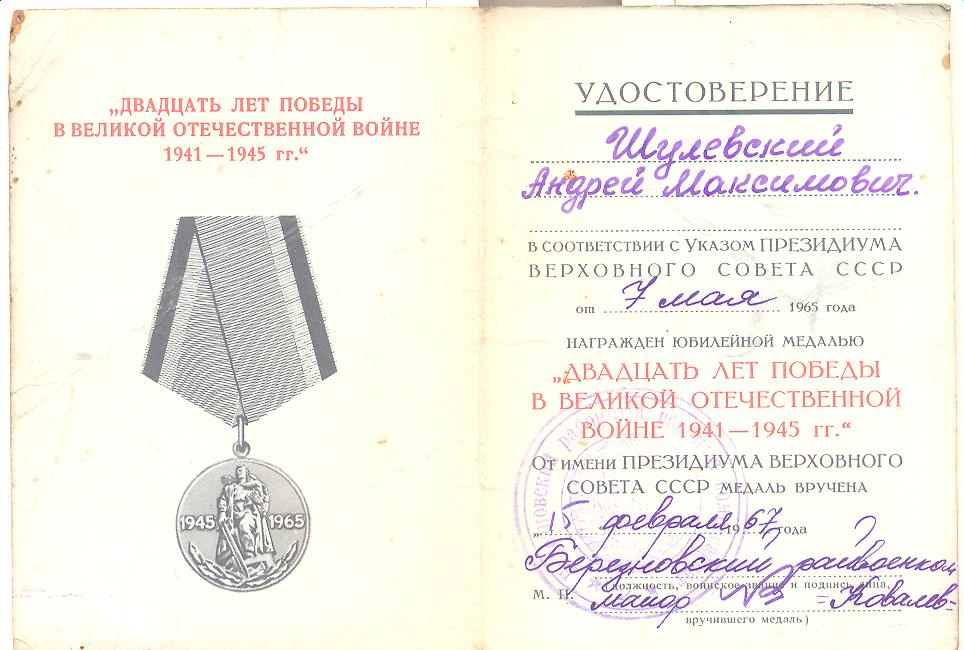
"20 років Перемоги у Великій Вітчизняній війні 1941-1945р.р."
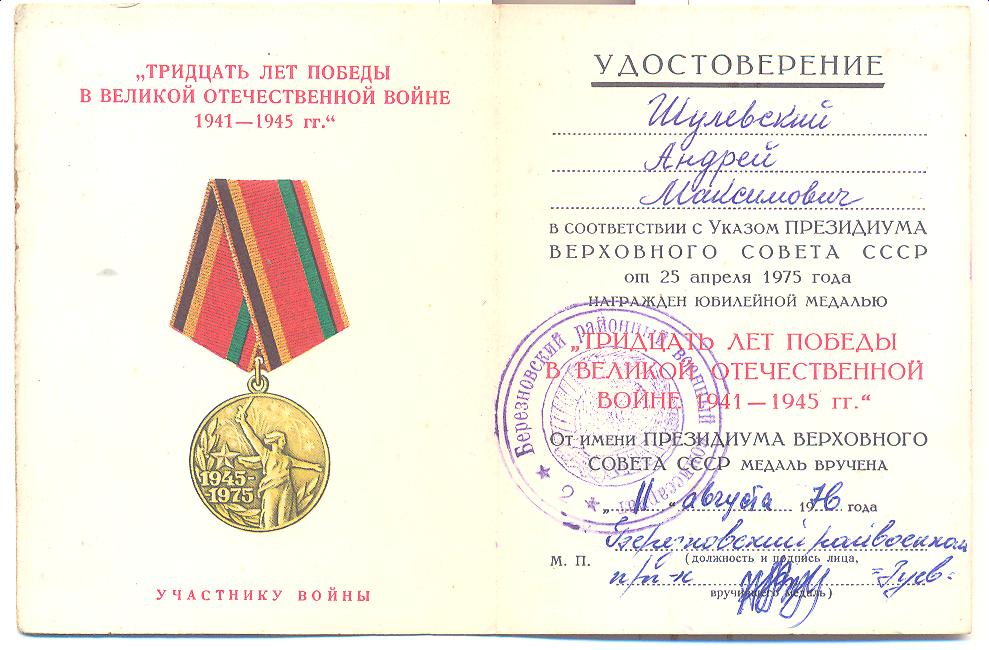
"30 років Перемоги у Великій Вітчизняній війні 1941-1945р.р."
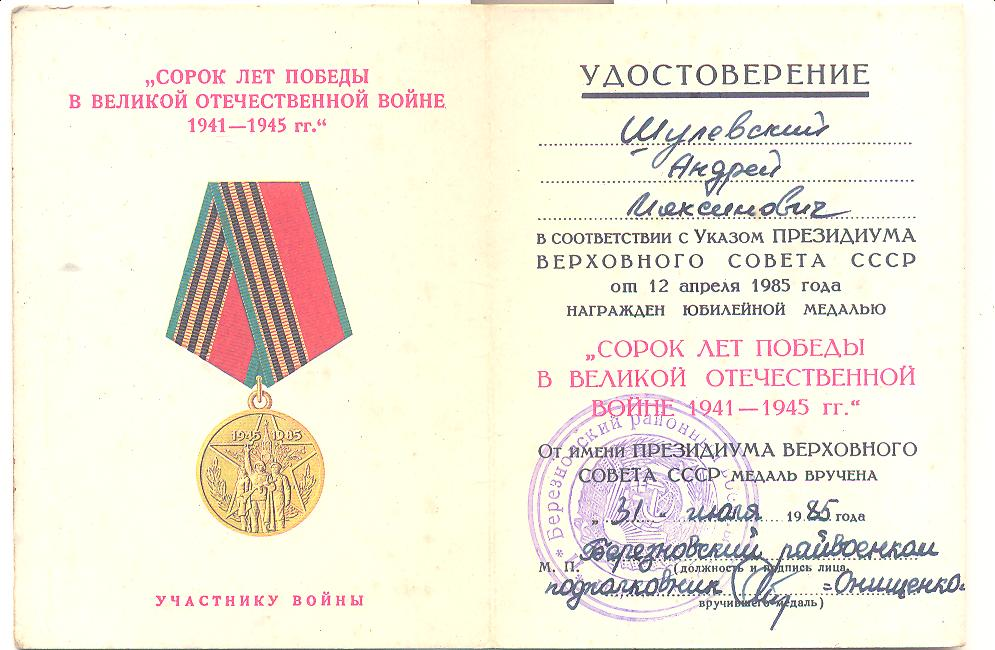
"40 років Перемоги у Великій Вітчизняній війні 1941-1945р.р."
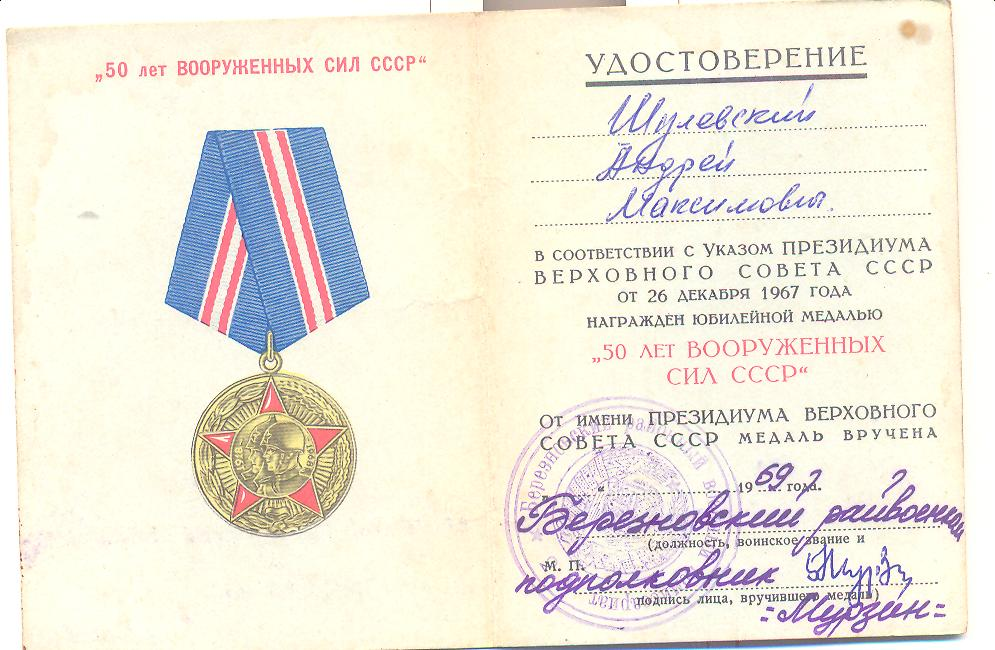
"50 років Збройних Сил СРСР"
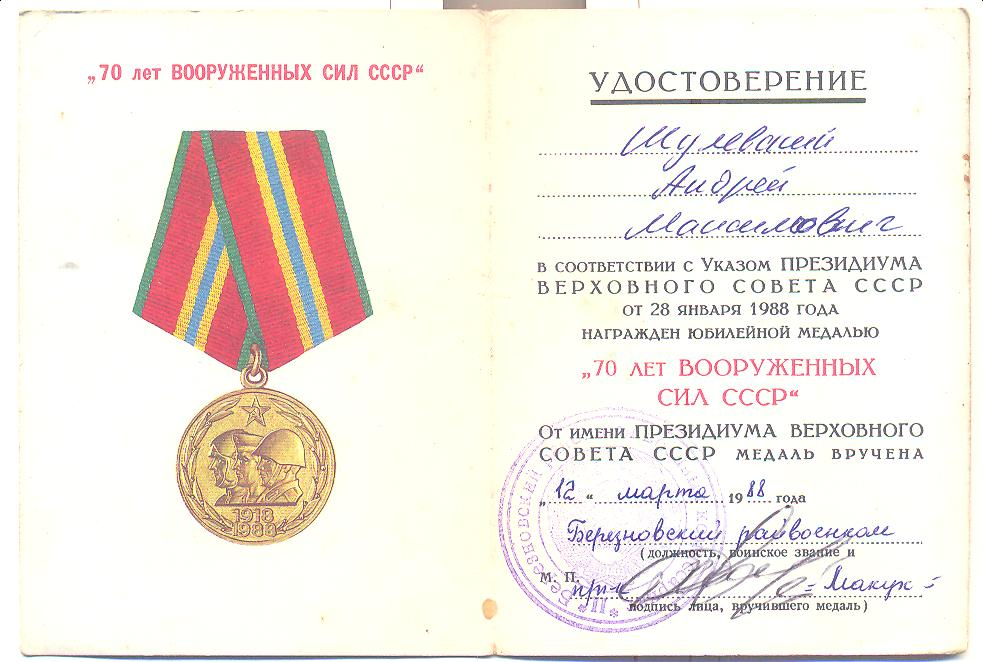
"70 років Збройних сил СРСР"